# Oradea
Oradea ou Oradea Mare (en hongrois Nagyvárad, en allemand Großwardein, en yiddish גרױסװאַרדײן, en turc Varat) est une ville dans la province historique de la Crișana, en Roumanie. Elle est le chef-lieu du județ de Bihor, situé dans la région de développement Nord-Ouest. Oradea est une des villes les plus prospères de Roumanie.

## Géographie

### Localisation
La ville est située à une altitude de 142 mètres, dans l'Alföld, à l'est de la grande plaine de Pannonie, à une dizaine de kilomètres de la frontière hongroise, sur les bords de la rivière Crișul Repede (Sebes-Körös) qui la traverse d'est en ouest. La ville est construite sur les terrasses alluviales de la rivière, adossée aux premières collines des monts Apuseni, dans les Carpates occidentales roumaines. Au total, six ponts enjambent la « Criș Rapide » à Oradea. Une autre rivière plus petite coule dans la ville : la Peța (Pece en hongrois), également d'est en ouest. Le ruisseau Adona se jette dans la Peța au sud de la ville.
En 2005, a été instituée la région métropolitaine d'Oradea, composée de la ville d'Oradea et des onze communes adjacentes : Ineu, Toboliu, Girișu de Criș, Sântandrei, Sânmartin, Biharia, Borș, Cetariu, Nojorid, Oșorhei et Paleu. L'ensemble occupe une superficie de 706,06 km2 et compte 245 832 habitants.
La ville se trouve à 256 kilomètres à l'est de Budapest, 90 kilomètres au nord-est de Békéscsaba, 73 kilomètres au sud-est de Debrecen, 153 kilomètres à l'ouest de Cluj-Napoca, 118 kilomètres au nord d'Arad, 133 kilomètres au sud de Satu Mare et 594 kilomètres au nord-ouest de Bucarest.

### Communes limitrophes
| Borș       | Biharia            | Paleu   |
| Sântandrei | Oradea             | Oșorhei |
|            | Sânmartin, Nojorid |         |

### Climat

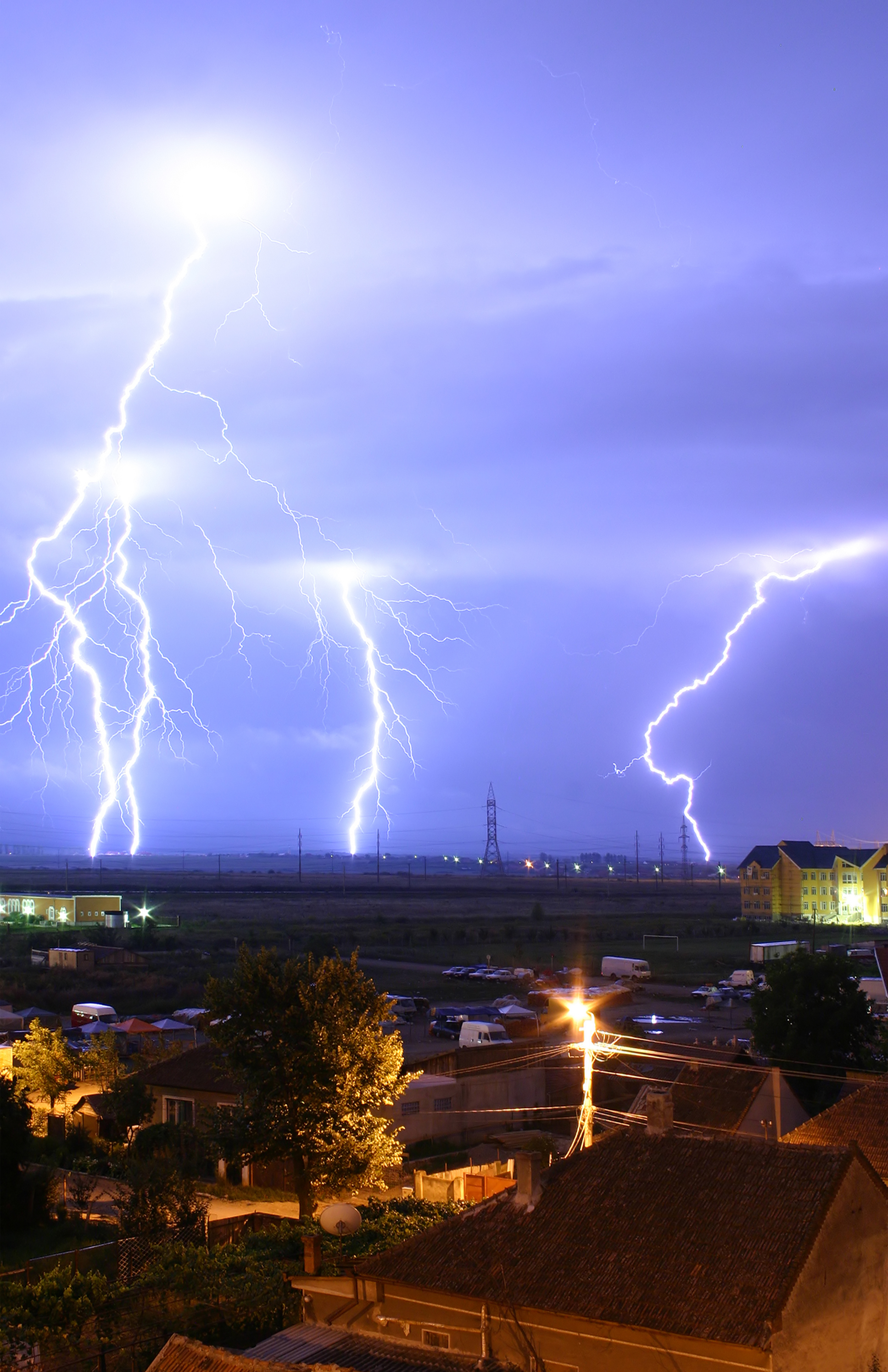
Éclairs lors d'un orage estival au-dessus de la ville

| Mois                              | jan. | fév. | mars | avril | mai | juin | jui. | août | sep. | oct. | nov. | déc. | année |
| --------------------------------- | ---- | ---- | ---- | ----- | --- | ---- | ---- | ---- | ---- | ---- | ---- | ---- | ----- |
| Température minimale moyenne (°C) | −3   | −2   | 1    | 5     | 10  | 13   | 15   | 14   | 11   | 6    | 1    | −1   | 6     |
| Température moyenne (°C)          | −1   | 1    | 6    | 10    | 16  | 18   | 20   | 20   | 17   | 11   | 4    | 0    | 10    |
| Température maximale moyenne (°C) | 1    | 3    | 10   | 15    | 20  | 23   | 25   | 25   | 22   | 16   | 7    | 3    | 14    |
| Record de froid (°C)              | −22  | −21  | −14  | −2    | 0   | 2    | 8    | 6    | 0    | −5   | −14  | −17  | −22   |
| Record de chaleur (°C)            | 15   | 19   | 26   | 28    | 31  | 33   | 37   | 36   | 33   | 27   | 18   | 16   | 37    |
| Précipitations (mm)               | 40   | 30   | 30   | 40    | 60  | 80   | 50   | 50   | 40   | 30   | 40   | 50   | 600   |

| Diagramme climatique                                  |       |       |       |        |        |        |        |        |       |      |       |
| J                                                     | F     | M     | A     | M      | J      | J      | A      | S      | O     | N    | D     |
| 1−340                                                 | 3−230 | 10130 | 15540 | 201060 | 231380 | 251550 | 251450 | 221140 | 16630 | 7140 | 3−150 |
| Moyennes : • Temp. maxi et mini °C • Précipitation mm |       |       |       |        |        |        |        |        |       |      |       |

## Histoire

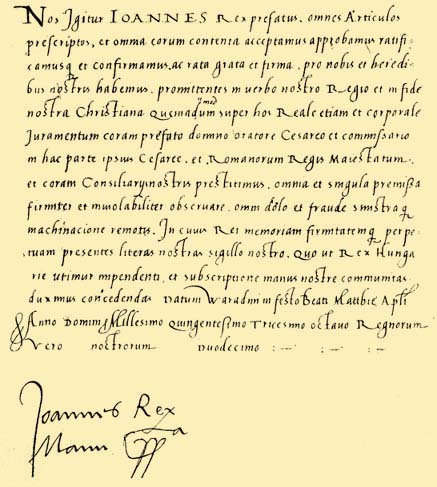
La Paix de Várad (1538)

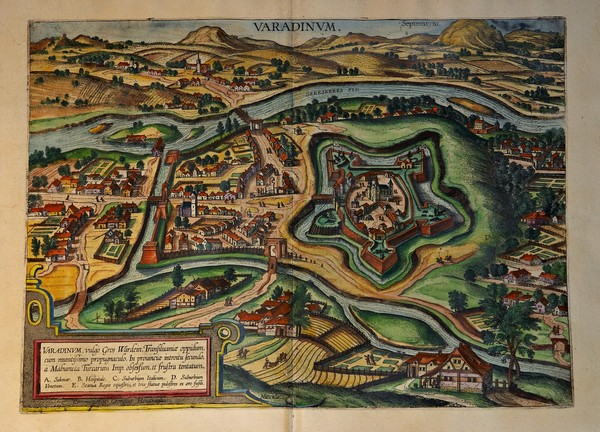
Várad en 1617

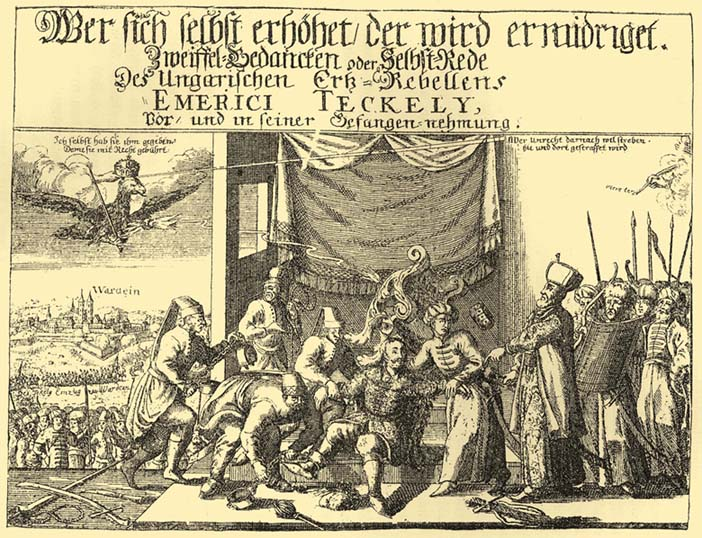
L'arrestation d'Imre Thököly en 1685, gravure contemporaine

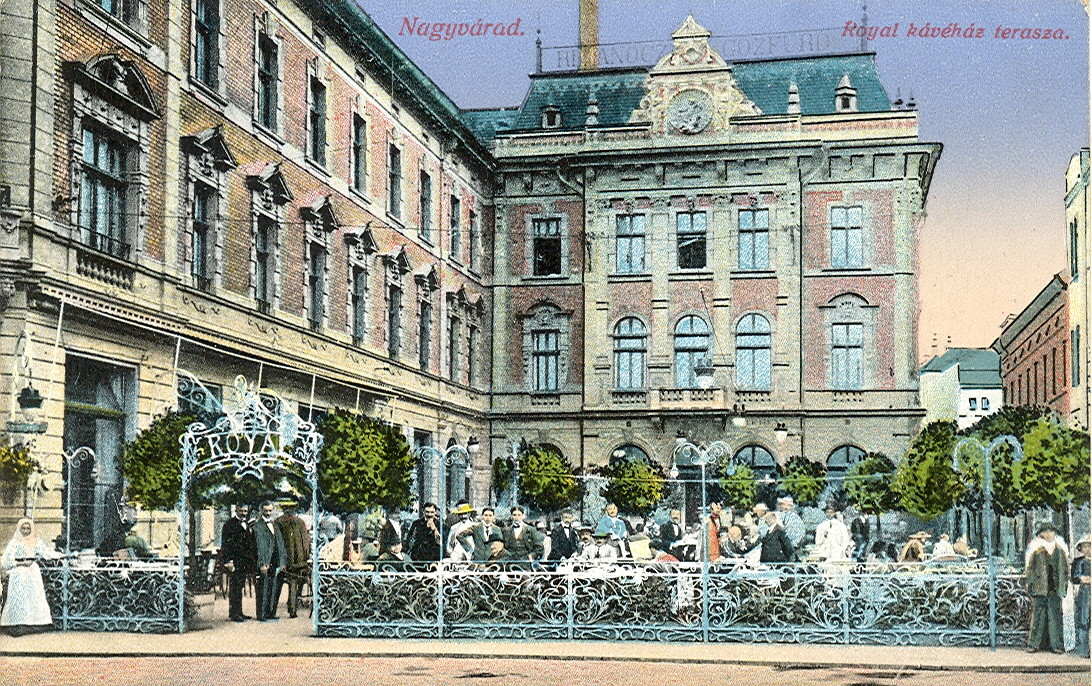
Le Café Royal vers 1914

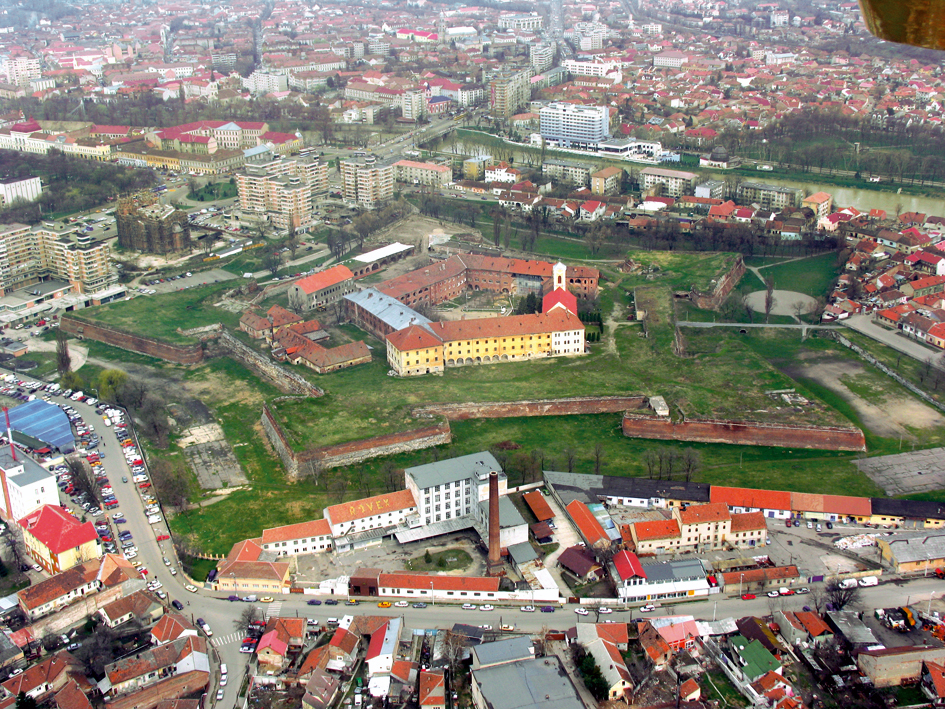
La forteresse Vauban

On connaît l'existence d'un fort dès le XIe siècle, soit peu de temps après l'Honfoglalás, c'est-à-dire la sédentarisation des Magyars dans le Bassin des Carpates. Le roi Ladislas Ier de Hongrie y a fait construire un monastère entre 1083 et 1095. Le souverain est mort en 1095 mais comme la cathédrale n'était pas encore achevée, il a été enterré dans un premier temps à Somogyvár. C'est en 1106 que son corps a été rapatrié à Várad où il a été béatifié en 1192.
La première trace écrite de la ville remonte à l'an 1113 : il est alors question de l'episcopus Waradiensis et la ville est dénommée en latin Varadinum et Várad en hongrois.
Aux XIe et XIIe siècles, Várad, qui faisait partie du royaume de Hongrie, fut peuplée de Magyars et de colons venus d'Italie du Nord ("Lombards") et de Wallons. Ces colons sont encore mentionnés lors de l'invasion mongole de 1241. Roger de Varadin, chanoine de Várad et archevêque de Spalato a été témoin de l'invasion et a écrit un poème relatant les destructions des Mongols intitulé Carmen Miserabile (Chant malheureux). Un des quartiers de la ville porte d'ailleurs son nom, Rogerius / Rogériusz.
La citadelle, dont les ruines existent toujours, est mentionnée pour la première fois en 1241, lors des réparations et consolidations faites à la suite de l'attaque des Mongols. Le XIVe siècle est une période florissante pour la ville qui est un des centres culturels du royaume hongrois, plusieurs rois y sont d'ailleurs enterrés ; elle s'enrichit de nombreuses œuvres d'art et notamment, en 1390, une statue équestre de St Ladislas, une des premières statues équestres élevées sur une place publique en Europe. L'évêque András Báthori reconstruit la cathédrale dans le style gothique. Celle-ci renferme le mausolée de St Ladislas, composé entre autres d'une statue d'Hermès contenant le crâne du roi, chef-d'œuvre de l'orfèvrerie hongroise, conservé de nos jours à Győr.
La ville sert de nécropole aux rois de Hongrie ainsi qu'à de nombreux membres de leur famille. Y sont inhumés :
- Ladislas Ier de Hongrie en 1096
- Étienne Ier de Hongrie en 1131
- André II de Hongrie en 1235
- Fenenna de Cujavie, femme d'André III de Hongrie en 1295
- Béatrice de Luxembourg, femme de Charles Robert de Hongrie en 1319
- Elisabeth, fille de Basarab Ier de Valachie en 1367
- Sigismond Ier du Saint-Empire en 1437

Au XVe siècle, Georg von Peuerbach travaille à l'observatoire de Várad, utilisant ses observations comme références, pour ses calculs ultérieurs des méridiens dans son ouvrage : Tabula Varadiensis. En 1474, la ville est dévastée par les Turcs.
Le XVIe siècle voit une timide renaissance mais la défaite des armées hongroises devant Soliman le Magnifique en 1526 à Mohács entraîne la mort du roi Louis II et le désordre dans tout le royaume. La ville sert de cadre à la paix de Várad signée le 24 février 1538 entre Ferdinand de Habsbourg et János Szapolyai qui les reconnaît tous deux comme rois de Hongrie. Une nouvelle forteresse est cependant construite entre 1570 et 1596.
Le 27 août 1660, la ville est prise par les Turcs et intègre l'Empire ottoman. Elle devient le chef-lieu de la province de Várad jusqu'en 1692 où elle est reprise par les Habsbourg.
Ce n'est qu'au XVIIIe siècle, sous le régime autrichien, que la ville commence à s'étendre. Au XVIIIe siècle, l'ingénieur autrichien Franz Anton Hillebrandt redessine la ville dans le style baroque. En 1752, beaucoup de constructions sont réalisées comme le palais de l’évêché et le musée Țării Crișurilor (« du pays des Criș »).
Pendant le XVIIIe siècle, une communauté juive voit le jour. Cette communauté ne cessera de grandir pour devenir au début du XXe siècle l'une des plus actives culturellement et économiquement d'Autriche-Hongrie.
Várad joue le rôle important d'arsenal pendant la révolution de 1848 contre le pouvoir autrichien. ce n'est qu'à cette date que les quatre villes de Várad-Újváros, Várad-Olaszi, Várad-Velence et Várad-Váralya s'unissent et forment la ville de Nagyvárad (Grand Várad, Oradea Mare en roumain).
Au XIXe siècle la ville est traversée par le chemin de fer reliant la Transylvanie à Budapest et elle connaît un important développement, elle est alors surnommée Paris sur la rivière Pece par le poète hongrois Endre Ady.
En 1918, elle est rattachée à la Roumanie (ce qui sera officialisé par le traité de Trianon en 1920) en application du principe de viabilité des frontières du géographe français Emmanuel de Martonne, qui la sépare de la Hongrie. Mais celle-ci ne renonce pas : en 1919, sous le gouvernement de Béla Kun, et de 1940 à 1945, sous celui de l'amiral Miklós Horthy, elle reprend la ville.
Au printemps 1944, les nazis et leurs collaborateurs hongrois installent le ghetto de Nagyvárad dans la ville et y enferment les juifs dans des conditions très difficiles. Il s'agit du plus grand ghetto du pays après celui de Budapest. Il est divisé en deux parties, la première regroupe 27 000 personnes et se situe dans le quartier proche de la synagogue et de la grande place. Le second regroupe 8 000 personnes, principalement des villages des environs. Il est surpeuplé, la communauté juive formait 30 % de la population et est entassée dans une zone représentant 1/15 de la surface totale de la commune. Une pièce pouvait abriter 14 personnes.
Le ghetto est liquidé en 9 convois, de mai à juin 1944, 27 215 juifs sont envoyés au camp d'extermination d'Auschwitz.
En 1925, elle obtient le statut de municipalité et son nom est changé de Oradea Mare (Nagyvárad) en Oradea.
Le deuxième arbitrage de Vienne en 1940 permet à la Hongrie de récupérer le nord de la Transylvanie, y compris Oradea, les troupes hongroises sont accueillies en libérateurs. Le 12 octobre 1944, Oradea est capturée par les troupes soviétiques et roumaine du 2e front ukrainien au cours de la bataille de Debrecen et revient sous administration roumaine en mars 1945. Après la Seconde Guerre mondiale, la Hongrie renonce à ses revendications en vertu du traité de Paris conclu le 10 février 1947.
Le rétablissement de la démocratie, la réouverture de la frontière toute proche et l'intégration dans l'Union européenne ont ouvert, depuis 1990, de nouvelles perspectives de développement dont Oradea a pleinement profité, comme en témoignent la croissance et l'expansion de la ville.

## Religions

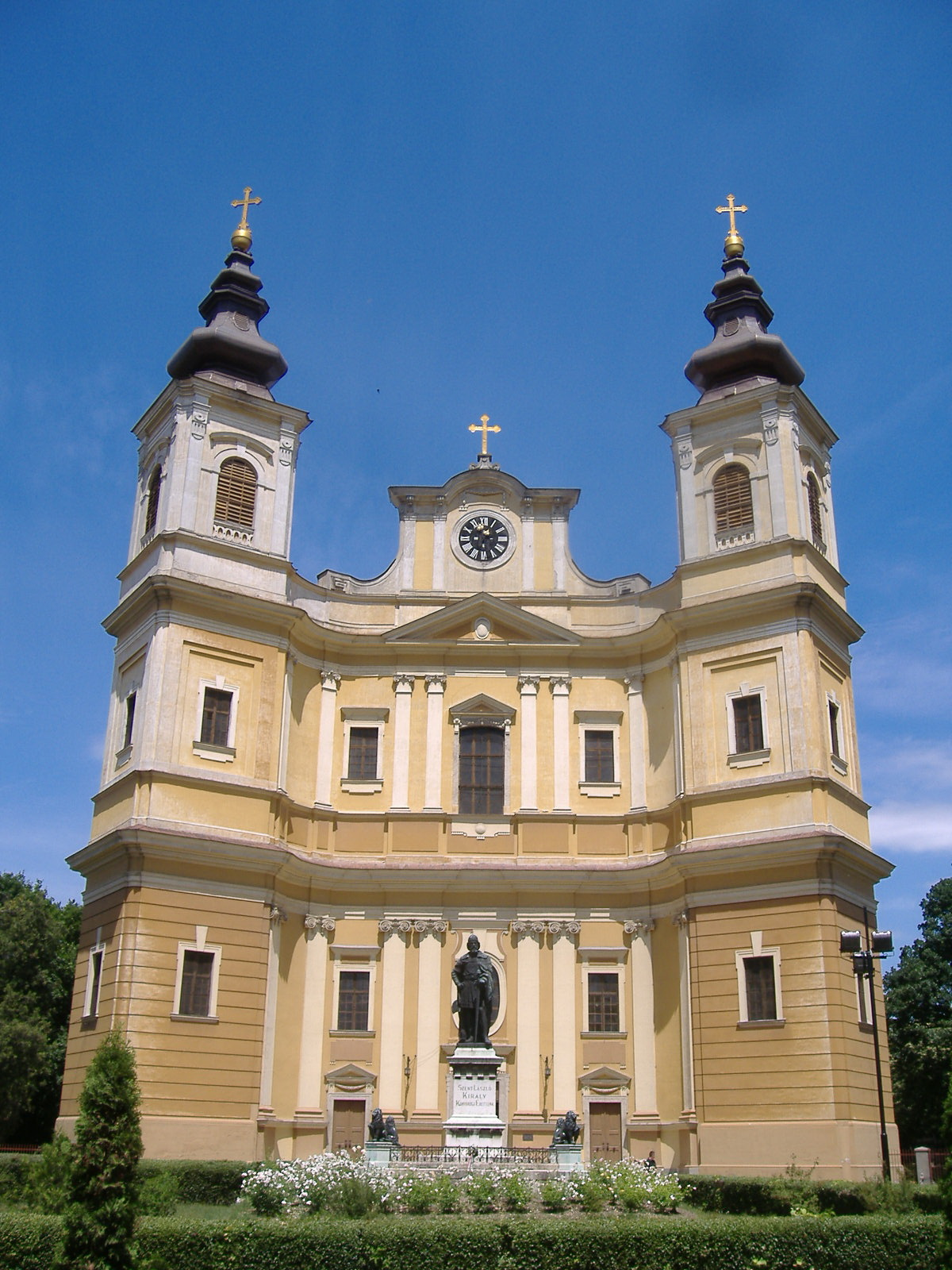
La cathédrale catholique romaine

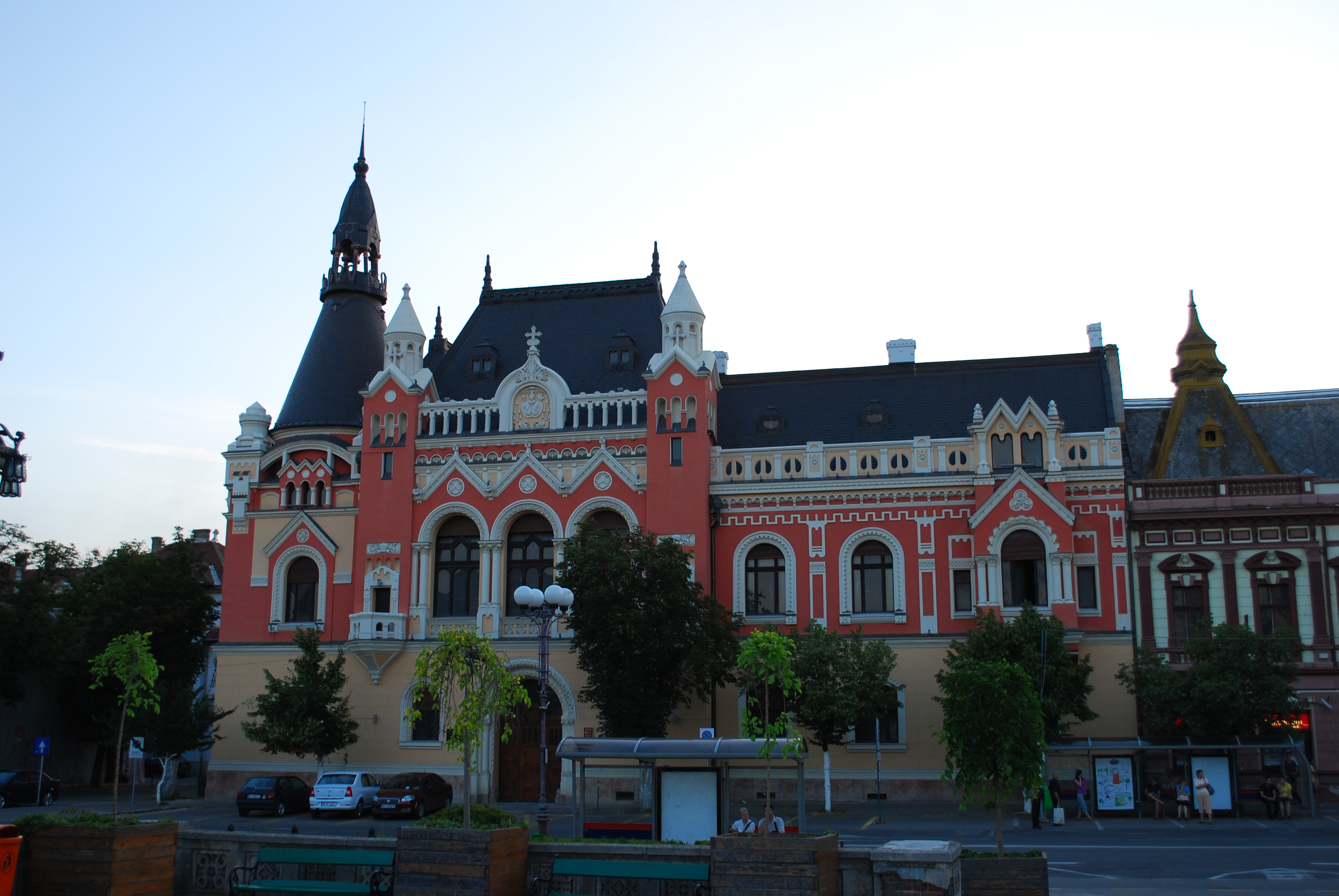
Palais épiscopal de l'Église grecque-catholique.

Selon le recensement de 2011, la composition religieuse de la ville est la suivante :
- Orthodoxes, 55,79 % ;
- Réformés, 13,62 % ;
- Catholiques romains, 9,16 % ;
- Pentecôtistes, 4,72 % ;
- Baptistes, 3,49 % ;
- Gréco-Catholiques, 3,32 % ;
- Adventistes du septième jour, 0,27 % ;
- Évangéliques luthériens, 0,12 % ;
- Unitariens, 0,10 % ;
- Non-déclarée : 8,37 % ;
- Autres : 0,94 %.

## Politique
| Période                                  | Période  | Identité     | Étiquette               | Qualité |
| ---------------------------------------- | -------- | ------------ | ----------------------- | ------- |
| Les données manquantes sont à compléter. |          |              |                         |         |
| 1991                                     | 1996     | Petru Filip  | FSN (jusqu'en 1993), PD |         |
| 1996                                     | 2000     | Mihai Sturza | PNL                     |         |
| 2000                                     | 2007     | Petru Filip  | PDL                     |         |
| 2007                                     | 2008     | Mihai Groza  | PDL                     | Intérim |
| 2008                                     | 2020     | Ilie Bolojan | PNL                     |         |
| 2020                                     | En cours | Florin Birta | PNL                     |         |

| Parti | Parti                                      | Sièges |
| ----- | ------------------------------------------ | ------ |
|       | Parti national libéral (PNL)               | 20     |
|       | Union démocrate magyare de Roumanie (UDMR) | 4      |
|       | Parti social-démocrate (PSD)               | 3      |

## Démographie
La composition ethnique de la ville d'Oradea a été profondément modifiée au cours du XXe siècle. La ville, qui avait une écrasante majorité de citoyens hongrois au début du siècle, a depuis le recensement de 1966 une majorité de population roumaine. D'autre part, l'importante communauté juive a été décimée par les nazis pendant la Seconde Guerre mondiale.
En 1910, à l'époque austro-hongroise, la ville comptait 62 985 Hongrois (91,34 %), 3 779 Roumains (5,48 %), 1 450 Allemands (2,10 %), 293 Slovaques (0,42 %), 59 Serbes (0,09 %) et 25 Ukrainiens (0,04 %).
En 1930, on dénombrait 47 731 Hongrois (53,73 %), 23 326 Roumains (26,27 %), 14 816 Juifs (16,68 %), 966 Allemands (1,09 %), 575 Roms (0,65 %), 415 Ukrainiens (0,47 %), 243 Slovaques (0,27 %) et 75 Serbes (0,08 %).
En 1956, après la Seconde Guerre mondiale, 59 072 Hongrois (59,27 %) côtoyaient 35 644 Roumains (35,76 %), 3 610 Juifs (3,62 %), 344 Allemands (0,35 %), 106 Slovaques (0,11 %), 28 Roms (0,03 %), 28 Serbes (0,03 %) et 14 Ukrainiens (0,01 %).
Selon le recensement de 2011, la population d'Oradea se composait de :
- 132 718 Roumains, (67,59 %) ;
- 45 305 Hongrois, (23,07 %) ;
- 2 132 Roms, (1,09 %) ;
- 425 Slovaques, (0,22 %) ;
- 336 Allemands, (0,17 %) ;
- 140 Juifs, (0,07 %) ;
- 104 Italiens, (0,05 %) ;
- 40 Grecs, (0,02 %) ;
- 39 Ukrainiens, (0,02 %) ;
- 35 Turcs, (0,02 %) ;
- 23 Bulgares (0,01 %) ;
- 20 Serbes (0,01 %) ;
- 19 Russes (0,01 %) ;
- 10 Polonais (0,01 %) ;
- 6 Chinois ;
- 4 Csángós ;
- 3 Arméniens ;

Le roumain était en 2011 la langue maternelle de 67,84 % de la population et le hongrois l'était de 23,69 %.

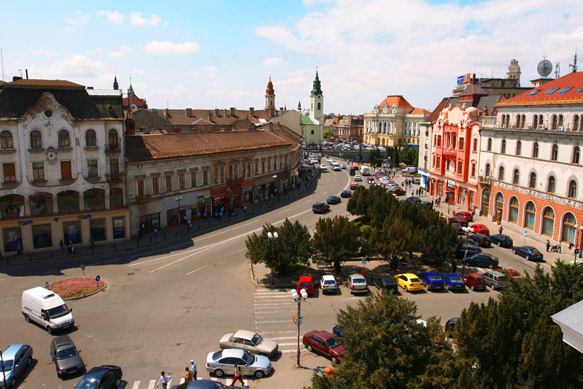
Place Ferdinand
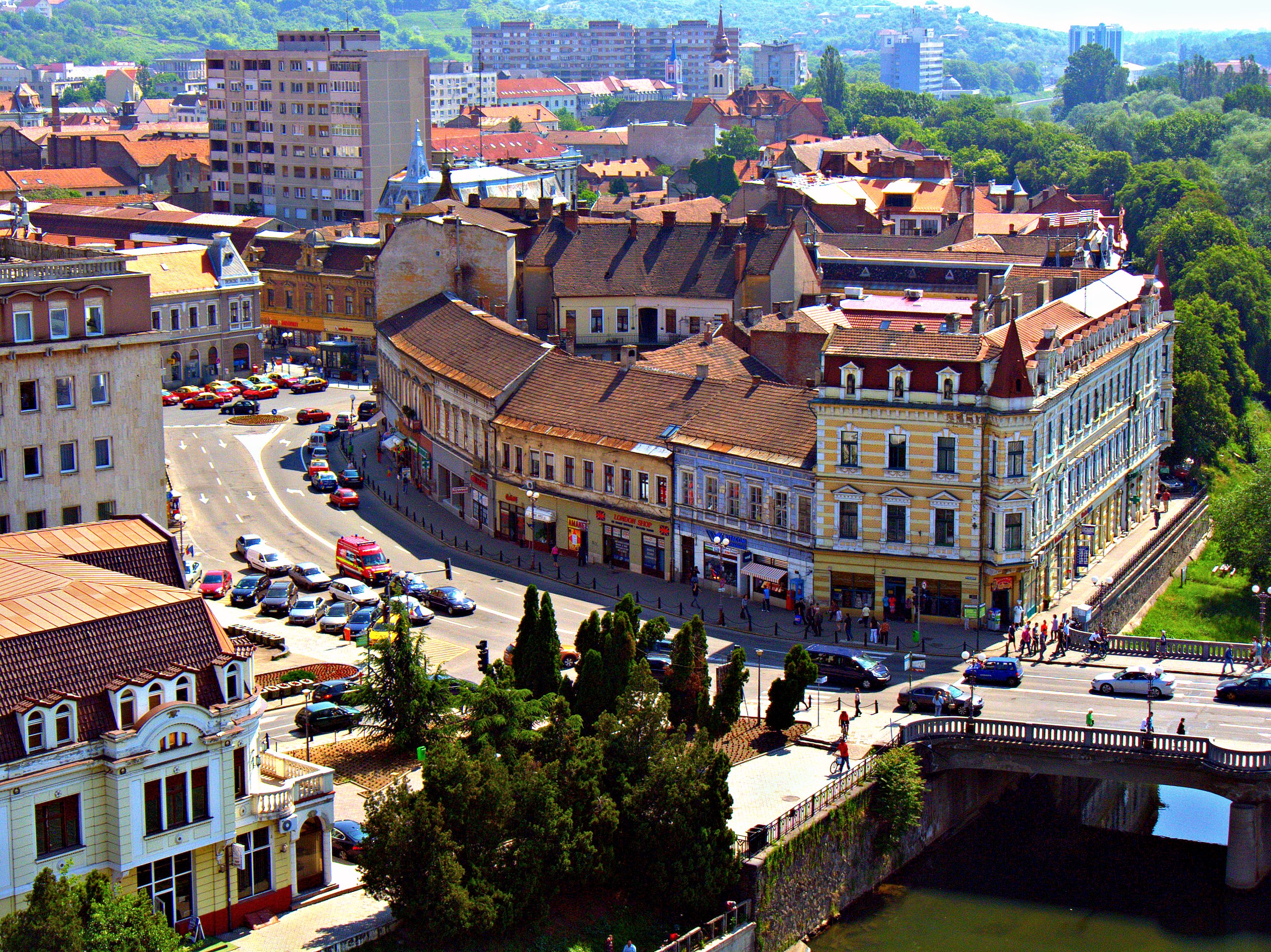
Le Palais Lévay et la Maison Poynár dans le centre historique
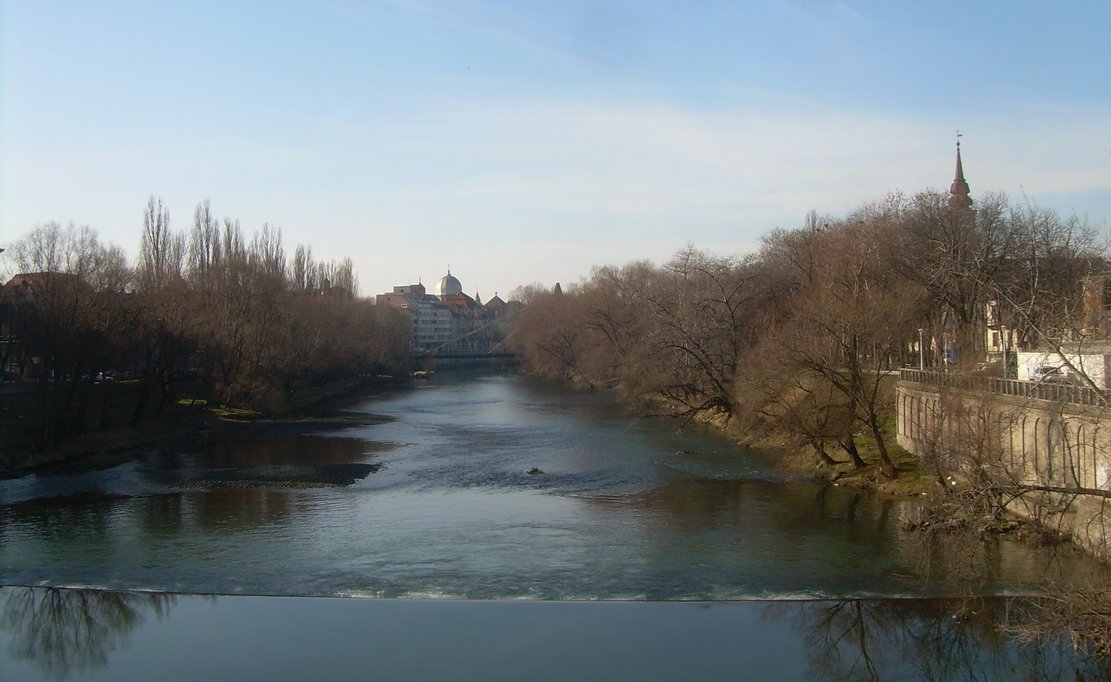
La Crișul Repede (Sebes-Körös)
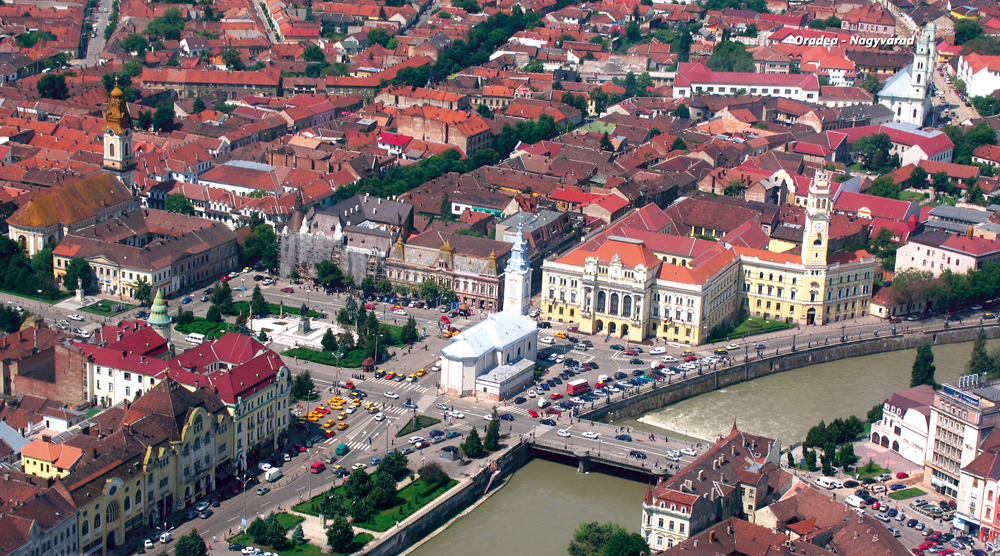
Vue aérienne de la Piața Unirii

### Communauté juive

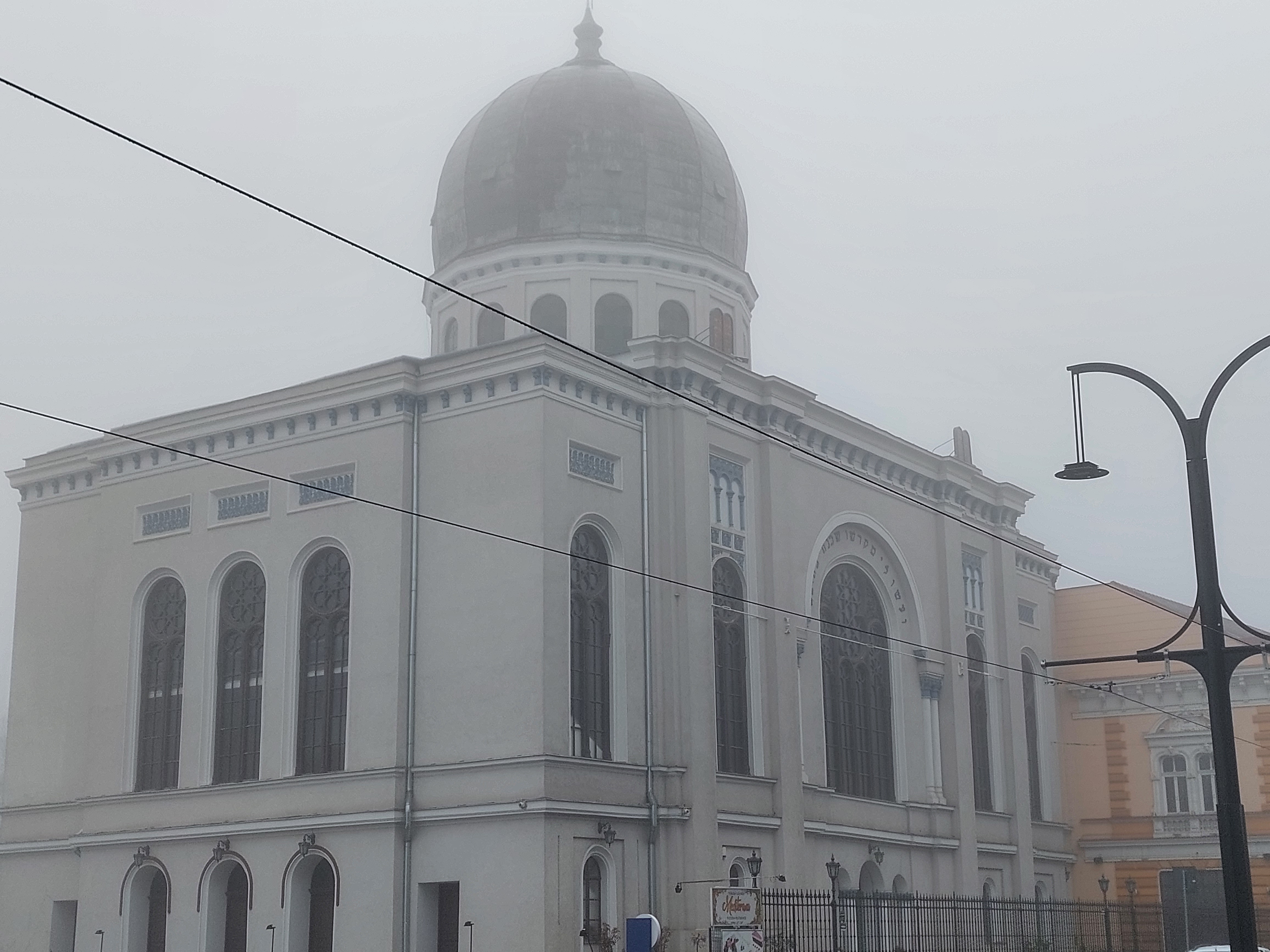
Synagogue néologue d'Oradea.

La communauté juive d'Oradea était autrefois la plus active commercialement et culturellement de l'empire austro-hongrois
Au début du XXe siècle, la communauté juive d'Oradea prend de l'importance dans la vie publique de la ville. Il y avait des artisans, des marchands, des avocats, des médecins et des fermiers juifs ; le chef de la police (en 1902) était juif ; et dans le conseil municipal, les citoyens de confession juive était proportionnellement représenté.
En 1944, pendant l'occupation de la Hongrie par l'Allemagne nazie, les autorités hongroises enferment les habitants juifs dans le ghetto d'Oradea avant de déporter 25 000 personnes vers le camp de concentration d'Auschwitz. Les descendants du rabbinat hassidique de la ville avaient auparavant établi une synagogue dans le quartier de Willowbrook à Staten Island, New York, avant la Shoah.
À partir de 2021, il existe également un projet de construction d'un séminaire rabbinique dans la ville.

## Quartiers

Carte des quartiers de la ville

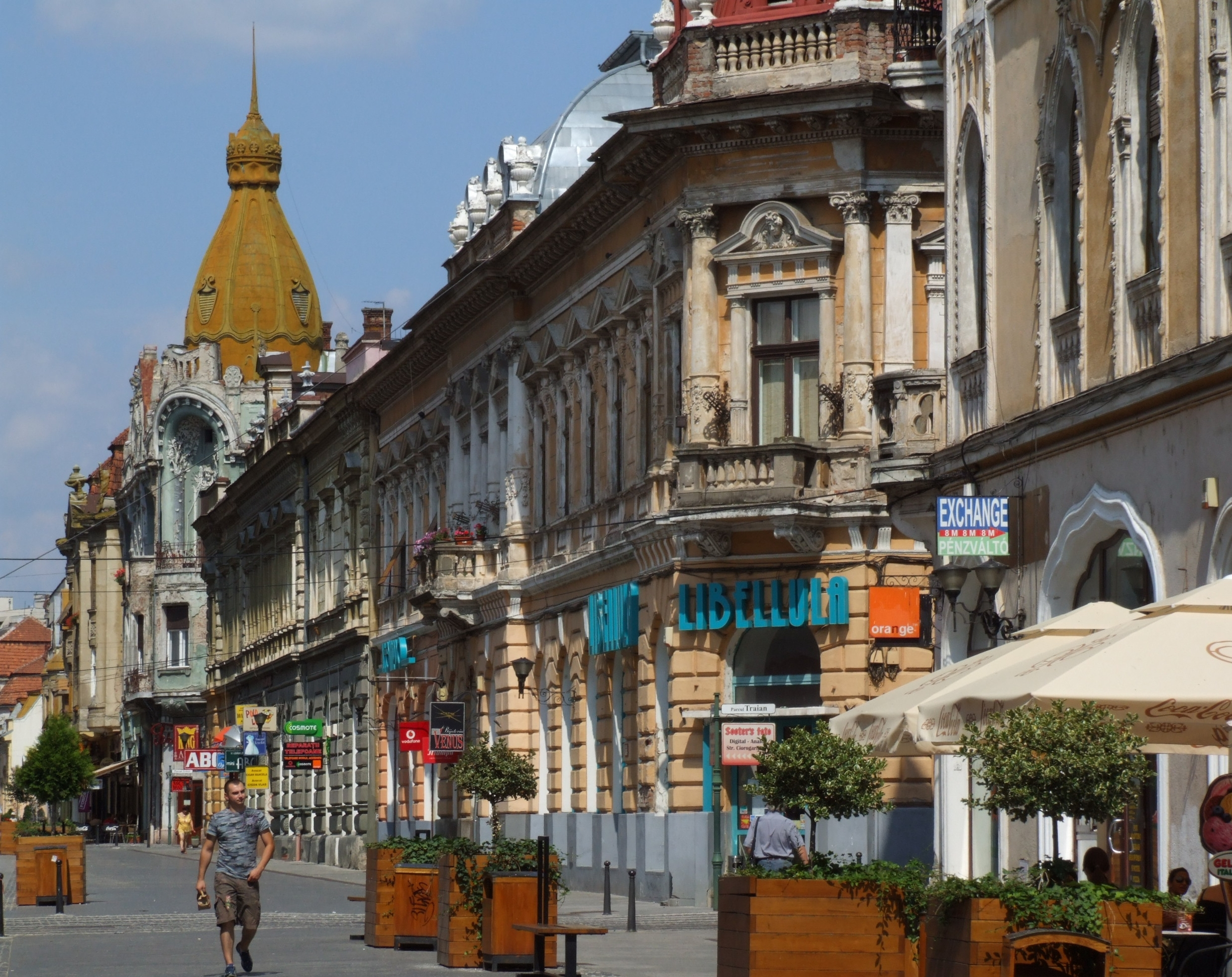
Rue piétonnière du centre-ville

La ville est composée des 30 quartiers suivants : 
- Orașul nou / Újváros
- Subcetate / Váralja
- Dorobanţilor
- Universităţii
- Splaiul Crişanei
- Olosig / Olaszi
- Velența / Velence
- Dimitrie Cantemir / Gillányi
- Salca / Szálka
- Europa / Európa
- Calea Aradului / Aradi út
- Ioșia / Őssi
- Ioșia Nord / Észak-Őssi
- Decebal–Dacia
- Rogerius / Rogériusz
- Nicolae Iorga
- Gheorghe Doja / Dózsa György
- Dragoş Vodă
- Mihai Eminescu
- Seleuş / Szőllős
- Nufărul / Tavirózsa
- Nicolae Grigorescu
- Calea Sântandrei / Biharszentandrási út
- Ioşia Sud / Dél-Őssi
- Zona Industriala Vest / Nyugati ipartelep
- Episcopia Bihor / Biharpüspöki
- Oncea / Oncsa
- Podgoria / Podgória
- Tokai
- Zona Industriala Est / Keleti ipartelep

## Économie
Oradea est une des villes roumaines les prospères et les plus riches, bien que les dernières études aient montré que des villes comme Arad ou Timișoara étaient plus attractives pour les capitaux occidentaux. Elle profite de sa position géographique à proximité de la Hongrie pour être une des portes de la Roumanie vers l'Europe occidentale.
Oradea a un taux de chômage très bas (6 % environ) et produit 63 % du PNB du județ.
Ses principales industries sont la fabrication de meubles, les textiles et la confection, la fabrication de chaussures, les industries alimentaires.
Son économie repose sur les petites et moyennes entreprises.

## Enseignement

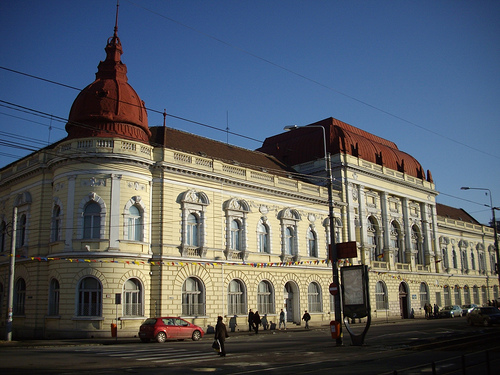
La faculté de médecine

Oradea dispose de 42 écoles, collèges et lycées. La ville est un centre universitaire de première importance qui compte une université publique et quatre universités privées avec au total 35 000 étudiants.
L'Université d'Oradea compte 18 000 étudiants répartis dans 15 facultés, cinq collèges supérieurs et cinq instituts de recherche.
Les universités privées sont au nombre de quatre :
- l'université Emanuel, d'obédience religieuse baptiste (facultés de théologie, management, pédagogie et littérature) ;
- l'université Agora (facultés de droit, économie et management) ;
- l'université Chrétienne Partium (Partiumi Keresztény Egyetem), université hongroise de la ville disposant de facultés de sciences humaines, d'économie et d'arts créée en 1990 ;
- l'université Spiru Haret, créée en 1991, mise en cause par les autorités en 2005. Elle est indiquée en 2009, par les médias, comme une « fabrique de diplôme »[10],[11],[12]

Oradea compte également un conservatoire fondé en 1925 par Francisc Hubic (compositeur et chef d'orchestre roumain) et qui a pris son nom avec des sections d'arts plastiques, musique et chorégraphie.

## Culture

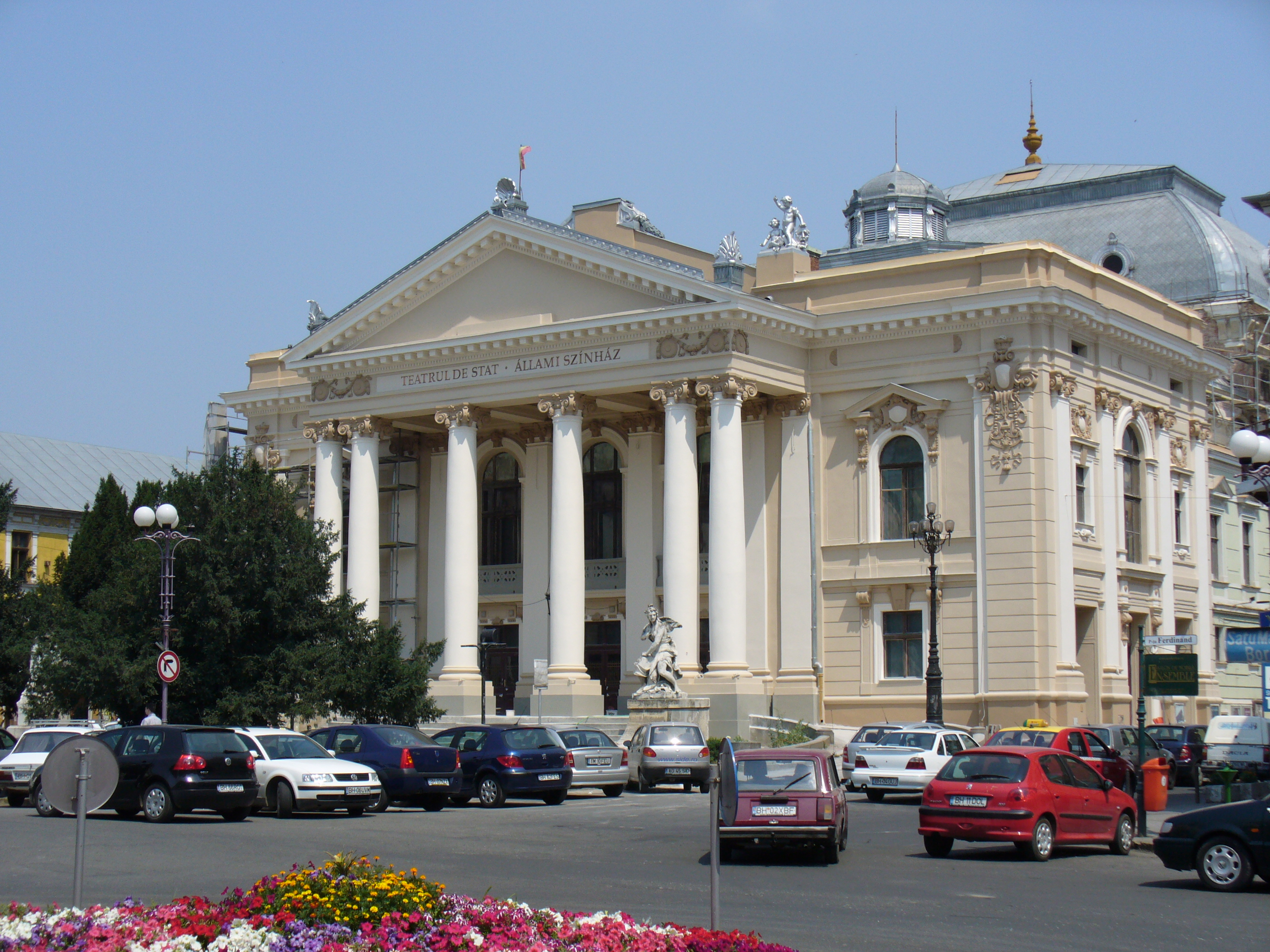
Le Théâtre d'État

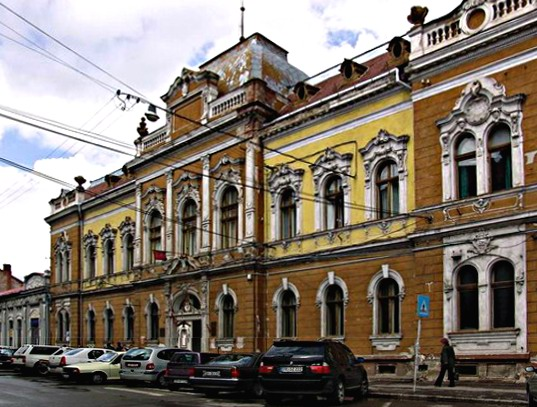
Bâtiment de la Philharmonie d'Oradea

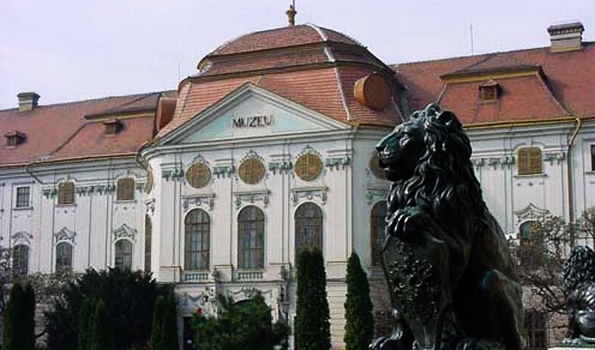
Le Palais Baroque abritant aujourd'hui le Musée de la Crișana.

Oradea est une ville à la vie culturelle riche et variée.
La bibliothèque départementale Gheorghe-Sincai du nom d'un historien (1754-1816), est riche de plus de 700 000 volumes, le plus ancien manuscrit datant de 1461. Plusieurs maisons d'édition sont installées dans la ville.

### Théâtre
Le Théâtre national (Teatrul de Stat / Állami Színház), construit dans un style néo-classique de 1899 à 1900, donna sa première saison roumaine en 1955. Il accueille de nombreuses troupes en tournée et fait une large place à la création contemporaine avec sa troupe permanente Iosif Vulcan. La plus grande salle a une capacité de 670 sièges.
Le Théâtre Arcadia pour l'Enfance et la Jeunesse est un théâtre de marionnettes fondé en 1950 de grande renommée.

### Musique et danse
Oradea possède un orchestre philharmonique (Filarmonica Oradea) très actif. Installé dans un bâtiment baroque du XVIIIe siècle, il est dirigé par le chef Jankó Zsolt. Il a été fondé en 1949 mais il succédait à la société musicale d'Oradea qui datait de 1867. En 1997, un chœur lui a été adjoint. L'ensemble de danse folklorique « Crișana », fondé en 1997, dépend de lui, de même que l'ensemble folklorique « Nagyvárad », fondé en 2002 et spécialisé dans le folklore hongrois de la région.

### Musées
Le Musée de la Crișana (ou Muzeul Țării Crișurilor), installé dans le Palais Baroque est la principale institution de la ville. Il est en fait composé de plusieurs musées et englobe des sections d'archéologie et d'histoire, de sciences naturelles, de beaux-arts et d'ethnographie. Plusieurs musées installés dans les demeures de personnages célèbres dépendent également du Musée :
- le musée-mémoire "Iosif Vulcan" (1841-1907), écrivain roumain mort ici ;
- le musée-mémoire "Ady Endre", du nom du célèbre poète hongrois, qui vécut quelque temps dans la ville ;
- le musée-mémoire "Dr Aurel Lazăr", un homme politique roumain. C'est la maison dans laquelle fut rédigée en 1918 la déclaration d'indépendance du peuple roumain de Transylvanie.

Autres musées :
- Musée d'art religieux orthodoxe[19] ;
- Musée d'art religieux catholique romain[20] ;
- Jardin zoologique[21] ;
- Musée d'histoire de la citadelle d'Oradea, installé dans les murs de celle-ci[22] ;
- Musée Militaire National "Regele Ferdinand I"[23].

### Médias

#### Presse écrite
Plusieurs journaux quotidiens sont publiés à Oradea, quatre en roumain, le plus ancien, le Crișana datant de 1945 et deux en hongrois : Bihari Napló et la revue Kelet-Nyugat. D'autre part, Oradea possède plusieurs autres hebdomadaires et revues.
La revue littéraire Familia, d'abord publiée à Budapest de 1865 à 1880 par Iosif Vulcan, déménagea à Oradea en 1880 et eut une publication continue jusqu'en 1906. Depuis cette date, quatre autres séries ont été publiées, la dernière depuis 1965, et cette revue est devenue une référence littéraire en Roumanie.
Le tout premier quotidien a vu le jour en 1862 sous le nom de Bihar, d'après le comitat hongrois dans lequel se trouvait la ville. Ensuite, d'autres journaux ont été créés comme Nagyváradi Lapok (1868), Nagyvárad (1870) et Szabadság (Liberté) fondé en 1874 et auquel ont contribué, entre autres, deux hommes de lettres hongrois : l'écrivain Gyula Krúdy entre 1895 et 1896 ainsi que le poète Endre Ady de 1900 à 1903. Parmi les autres journaux de l'époque hongroise, on peut citer Tiszántúl (1895), un quotidien catholique, Színházi Újság (Le Journal du Théâtre) fondé en 1900 et Nagyváradi Friss Újság (1902).
La première revue littéraire baptisée Tavasz créée en 1919 était également le premier journal à lancer sa publication après le Traité de Trianon. D'autres journaux, souvent soumis à la censure, ont ensuite suivi : Nagyváradi Estilap (Journal du Soir de Nagyvárad) fondé en 1919, Erdélyi Magyarság, Erdélyi Lapok (1932). C'est d'ailleurs en 1933 que le plus de journaux ont vu le jour, 13 au total.

#### Radio
- Radio Transilvania Oradea (97.2 FM) : filiale locale de la radio transylvaine roumaine.
- Vocea Evangheliei (92.1 FM) : "La Voix de l'Evangile", radio religieuse roumaine
- Partium Rádió (89.6 FM) : fondée en 2004, cette station couvre toute la région de la Crișana (Partium en hongrois) et s'adresse à la minorité hongroise.
- Mária Rádió (102.2 FM) : radio catholique créé en 2006 émettant 12 heures en hongrois et 12 heures en roumain.

## Transports

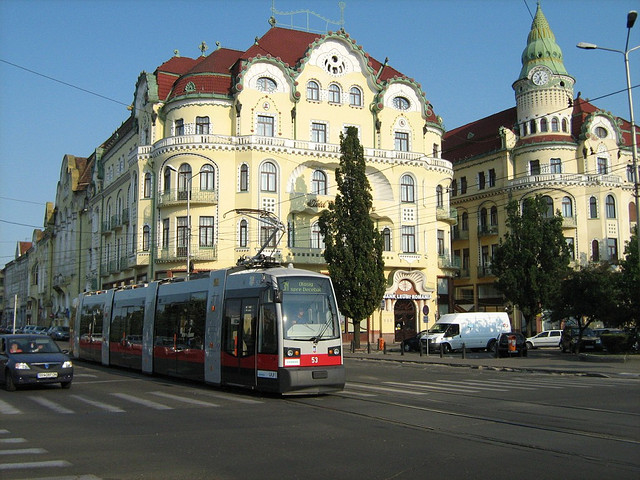
Un tramway de la ligne 3N devant le Palais de l'Aigle Noir

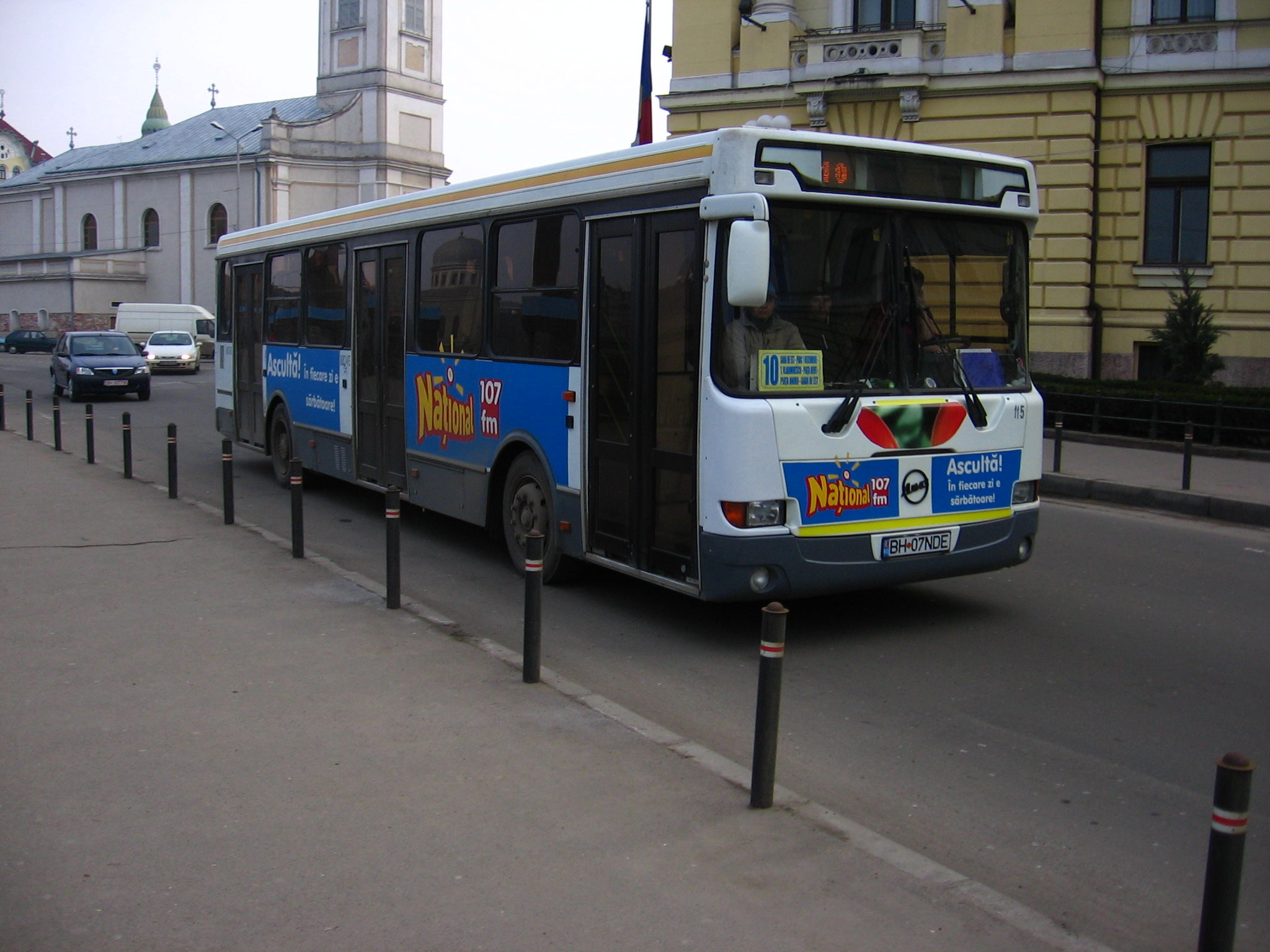
Un bus de la ligne 10

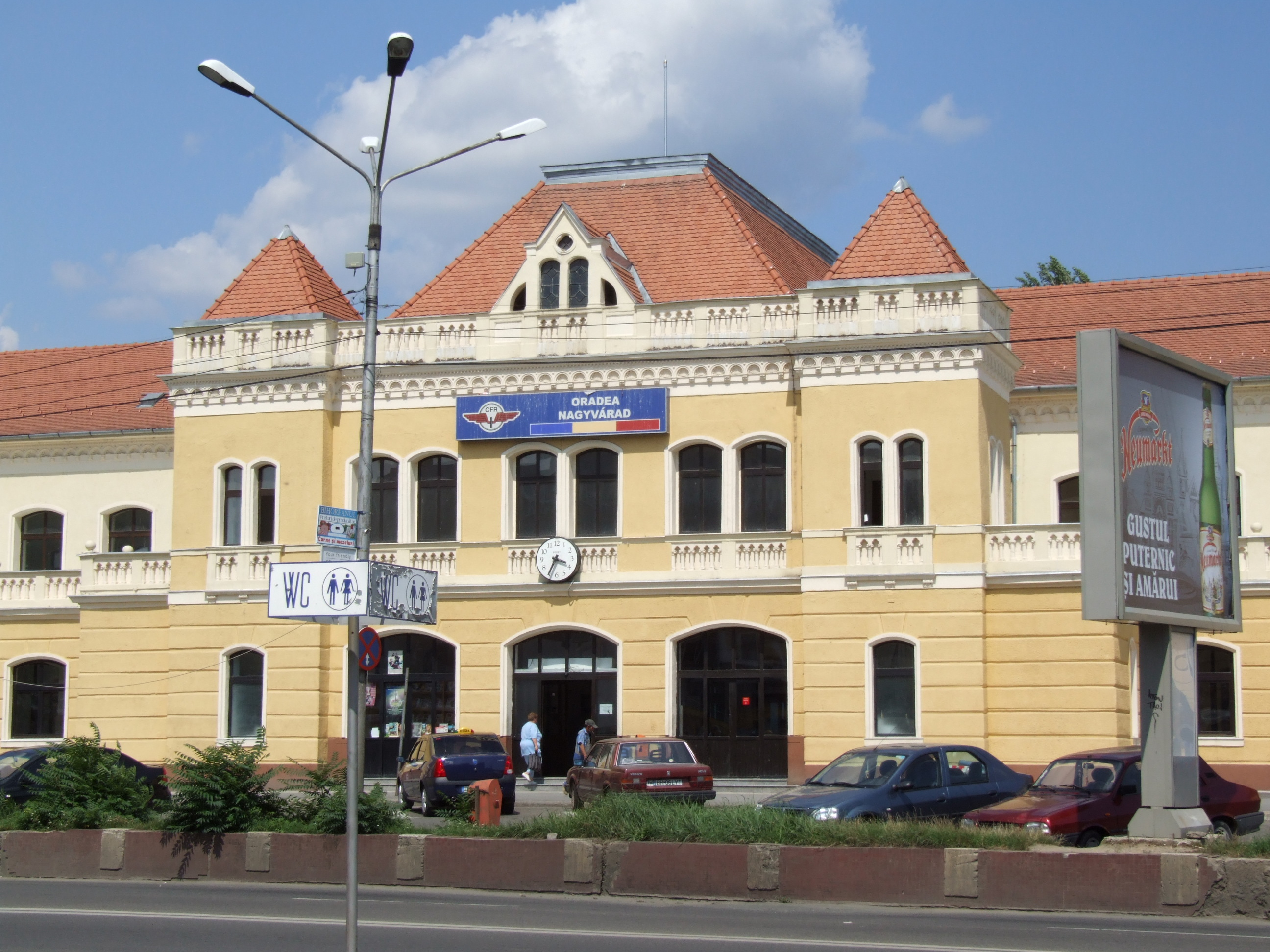
La gare centrale

### Transports urbains
Le réseau de transports en commun est géré par la régie publique OTL (Oradea Transport Local). Il est composé de 3 lignes de tramways (1R, 1N, 1NS, 2, 3R, 3N, 4R, 4N) et de 17 lignes d'autobus.

### Réseau routier
Oradea est au centre d'un important réseau routier partant du centre-ville qui la relie à de nombreuses villes roumaines et hongroises. Cinq routes nationales permettent de rejoindre Biharia, Săcueni, Valea lui Mihai, Carei et Satu Mare (DN19, route européenne 671) au nord, Oșorhei, Aleșd et Cluj-Napoca (DN1) à l'est, Sânmartin, Beiuș, Deva et Hunedoara (DN76, route européenne 79) au sud-est, Nojorid, Salonta, Arad et Timișoara (DN79) au sud et la Hongrie en direction de Berettyóújfalu et Debrecen via Borș par la DN1 (route européenne 60) au nord-ouest. La route régionale DJ797 relie la ville à plusieurs communes telles que Sântandrei, Girișu de Criș ou Sânnicolau Român situées près de la frontière hongroise, à l'ouest et au sud-ouest, avant de rejoindre la DN79 à Inand. Au nord-est, la route régionale DJ767F dessert les communes de Paleu et Cetariu.

### Réseau ferroviaire
Oradea est un important nœud ferroviaire de l'ouest du pays qui est uni par l'Intercity des Chemins de fer roumains aux villes de Timișoara, Cluj-Napoca, Brașov, Arad, Ploiești et Constanța. Oradea est le terminus de la magistrale 300 Bucarest-Oradea. Elle est également située sur les lignes internationales Brașov-Budapest et Cluj-Napoca-Budapest.
La ville compte quatre gares :
- la gare centrale, affectée au trafic national et international, inaugurée en 1858 ;
- la gare de triage d'Oradea-Ouest (Oradea-Vest / Nagyvárad-Nyugati), située dans le quartier de Ioșia / Őssi (marchandises) ;
- la gare de triage d'Oradea-Est (Oradea-Est / Nagyvárad-Keleti), située à Velența / Velence (marchandises) ;
- la Gare d'Episcopia Bihor (Biharpüspöki), destinée au trafic avec la frontière hongroise.

### Aéroport
La ville possède un aéroport international inauguré en 2008 à partir duquel sont assurées des liaisons régulières avec la capitale Bucarest par la compagnie Tarom deux à trois fois par jour. Entre 2008 et 2013, l'aéroport a accueilli 244 462 passagers.

## Architecture
Oradea possède de nombreux édifices remarquables. La ville a connu deux époques de très riche construction, au XVIIIe siècle après sa réintégration dans l'Empire autrichien et à la fin du XIXe-début du XXe avec l'expansion due à l'industrialisation et au développement de l'Autriche-Hongrie. Cela confère à la ville une atmosphère très "Mittel Europa", comme les autres villes hongroises. La ville garde quantité de monuments datant de ces deux époques. Au centre-ville, de nombreux immeubles caractéristiques de cette période sont en mauvais état, mais la restauration de ce patrimoine devrait augmenter l'attrait touristique de la ville.

### Monuments civils

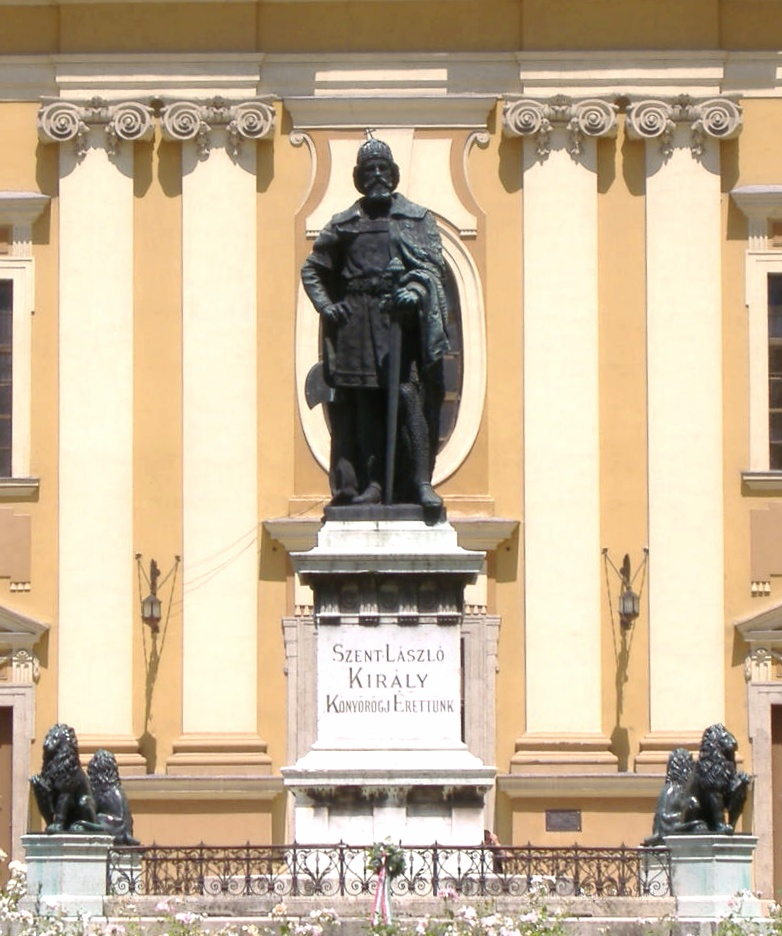
La statue de Ladislas Ier de Hongrie

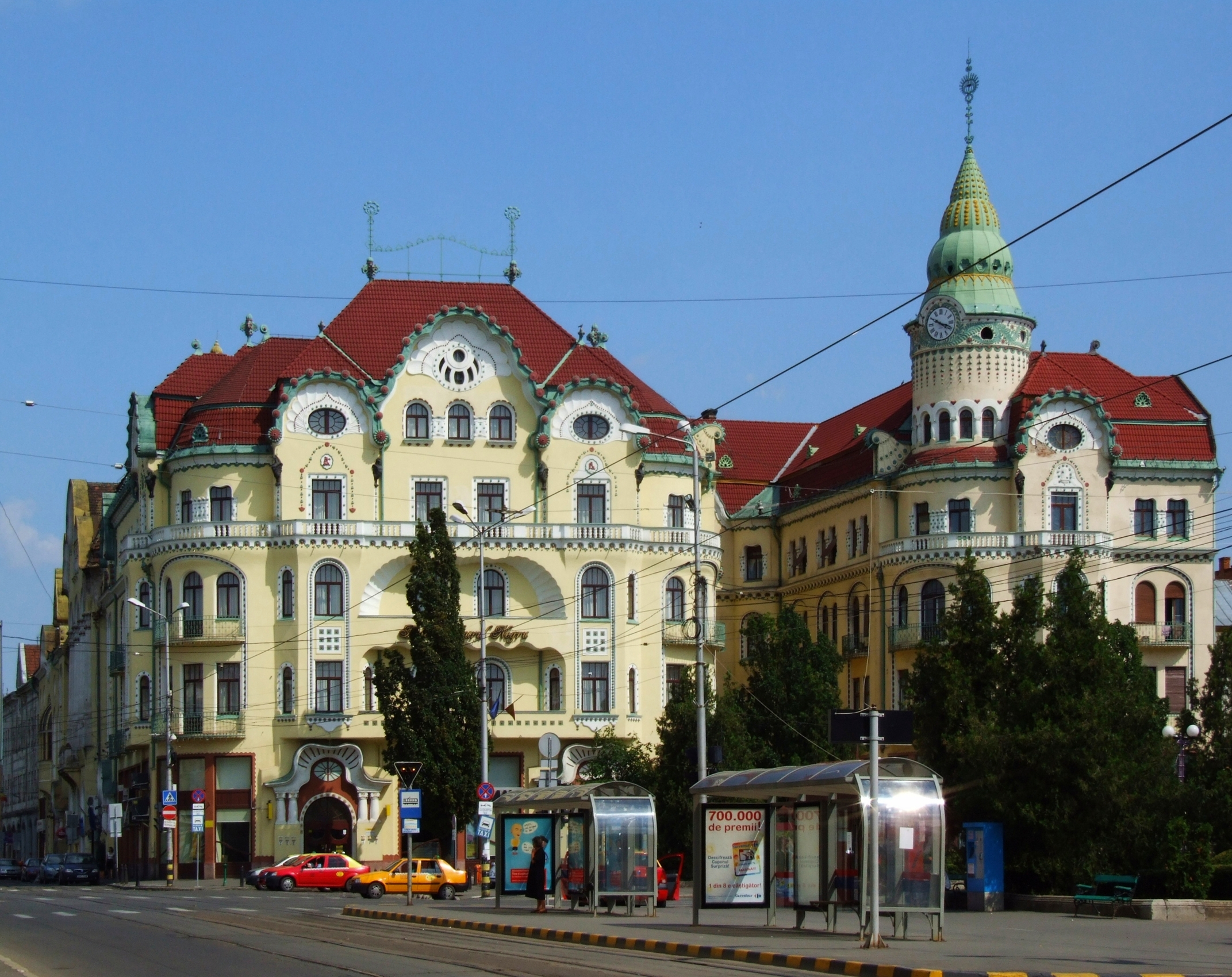
Le palais de l'Aigle Noir (en roumain Palatul Vulturul Negru, en hongrois Fekete Sas palota)

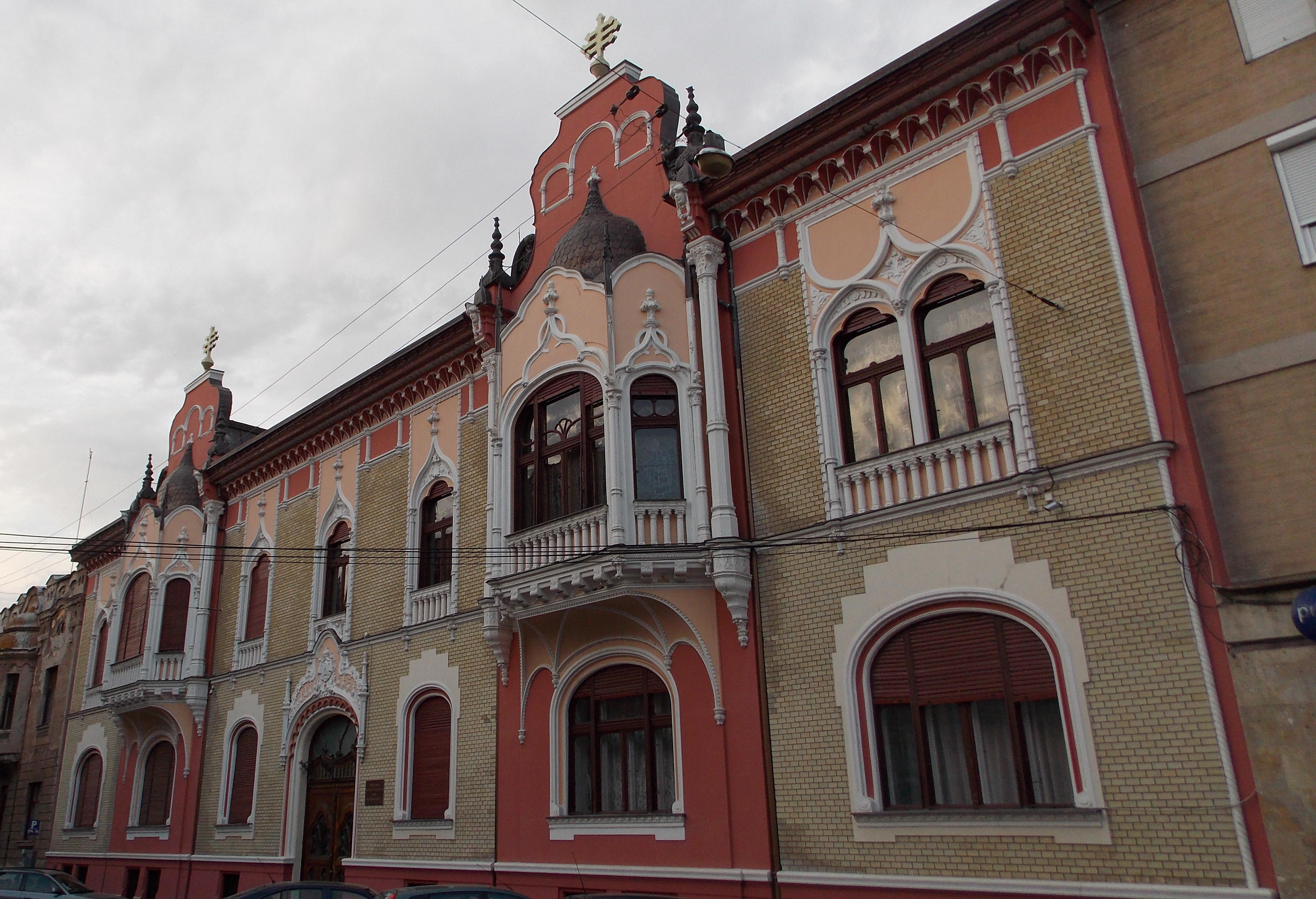
Le Palais Rimanóczy

- Le Palais épiscopal catholique romain, appelé aujourd'hui Palais baroque, édifié entre 1761 et 1777 et abritant aujourd'hui le Musée de la Crișana (Muzeul Țării Crișurilor). Face à l'entrée principale se trouve une statue en bronze représentant Ladislas Ier de Hongrie entouré de quatre lions réalisée par le sculpteur hongrois István Tóth en 1893. Cet ensemble se trouvait à l'origine sur la place centrale mais a dû être déplacé après le traité de Trianon quand la ville a intégré la Roumanie.
- La cathédrale catholique romaine Sainte-Marie (1752-1780), la plus grande église baroque de Transylvanie et de Roumanie.
- La citadelle : comme toute la ville d'ailleurs, la première citadelle a été détruite lors de l'invasion mongole en 1241. Le nouvel édifice pentagonal de conception italienne a été construit entre 1570 et 1596 puis agrandi en 1618 sous Gabriel Bethlen.
- Le Palais de l'Aigle noir (Palatul Vulturul Negru / Fekete Sas palota) : complexe de bâtiments de style sécessionniste construit entre 1907 et 1909 et imaginé par Marcell Komor et Dezső Jakab. Ancien hôtel construit à la place de l'auberge de l'Aigle (Sas fogadó) où s'est tenue la première représentation d'une pièce de théâtre en langue hongroise en 1798. Une plaque de marbre placée sur la façade à l'initiative du Groupe Szigligeti, un groupe littéraire, mais perdue lors de la rénovation du bâtiment dans les années 1980 se souvenait de cet évènement : "Au souvenir du premier mot hongrois prononcé sur une scène dans ce bâtiment, 26 août 1798-26 août 1898". Le vitrail se trouvant à l'intérieur et représentant un aigle noir, devenu le symbole de la ville, a été réalisé par l'atelier Neumann.
- Le Palais Apollo (Apolló palota), construit de 1912 à 1914. C'est dans ce bâtiment qu'a été installé pour la première fois un chauffage central en 1913. On y trouve un magnifique ascenseur d'époque aujourd'hui inusité.
- L'hôtel Astoria, ancien palais Embe, datant de 1902.
- L'Hôtel de ville construit en 1902-1903, mêlant les styles éclectique et néo-Renaissance.
- Le Théâtre d'État (Teatrul de Stat / Állami Színház) : théâtre national qui portait à l'origine le nom du dramaturge Ede Szigligeti. Construit en style éclectique en 1899-1900, il a été réalisé par trois architectes locaux d'après les plans de Fellner & Helmer, deux architectes autrichiens. Au début du XXe siècle, on trouvait devant le bâtiment une statue d'Ede Szigligeti (Ede Margó, 1912) qui a été déplacée par les autorités roumaines en 1923 dans le parc Schlauch (aujourd'hui parc Sándor Petőfi) et remplacée par une statue de la reine Marie (1914-1927). L'ancienne statue n'a retrouvé sa place initiale qu'en 1940, lorsque la ville est repassée sous contrôle hongrois, comme le nord de la Transylvanie, du fait des arbitrages de Vienne. C'est à l'automne 1948 que la première saison théâtrale débute, une section roumaine, quant à elle, est créée en 1955.
- Le Palais épiscopal de l'Église grecque-catholique datant de 1903, appelé parfois Palais Rimanóczy, du nom de son architecte, Kálmán Rimanóczy (1870-1912).
- La Chaîne des Canons (Șirul Canonicilor / Kanonok-sor) : une arcade de 253 mètres de longueur reliant dix bâtiments entre eux. Elle a été construite entre 1753 et 1875 dans un style baroque.
- Le Palais Stern datant de 1908-1909 et imaginé par les mêmes architectes que le Palais de l'Aigle Noir.
- Trois grands bâtiments officiels de style éclectique : le Palais de l'Administration Financière construit en 1899-1900 d'après les plans de Kálmán Rimanóczy, le siège de la Banque nationale roumaine, édifié en 1912 et imaginé par Ignác Alpár et le Palais de la Justice (Miksa Schiffer, 1898) qui abrite sur sa façade principale quatre statues en terracotta représentant des allégories de la Justice : la Vérité, la Protection Juridique, la Punition et le Jugement.
- La préfecture qui accueille aujourd'hui le Conseil Général du județ de Bihor, jadis la Maison du comitat de Bihar (Vármegyeháza) construit au XVIIIe siècle dans un style baroque. Certaines sources soutiennent que le bâtiment a été édifié en 1728, d'autres estiment que sa construction a été plus tardive, entre 1756 et 1778[26]. Il est cependant certain qu'il a été entièrement reconstruit en 1855. C'est à ce moment-là que l'aile sud a été rajoutée au bâtiment et que les ornements baroques de la façade ont été détruits. Le style ne peut désormais être reconnu que sur les rampes des escaliers intérieurs.

### Lieux de culte
Outre la cathédrale catholique citée plus haut, les principaux édifices religieux sont :
- la Cathédrale grecque-catholique St-Nicolas datant du début du XIXe siècle ;
- la Cathédrale orthodoxe de la Dormition de la Vierge (Adormirea Maicii Domnului), appelée aussi église de la Lune (Biserica cu Lună), datant de 1784-1790, célèbre pour son horloge indiquant les phases de la Lune[27] ;
- la Synagogue orthodoxe (1882-1890) ;

La ville compte de nombreux lieux de culte orthodoxes et notamment quatre églises en bois :
- Ste-Marie (Sf. Maria) datant de 1665[28] ;
- St-Martyr-Constantin-Brâncoveanu (Sf. Martiri Constantin Brâncoveanu)[28] ;
- Sts-Archanges (Sf. Arhangeli Mihail și Gavriil), datant de 1780[28] ;
- Sts-Archanges datant de 1785[28].

Oradea compte aussi deux églises réformées des XVIIIe et XIXe siècles, plusieurs églises catholiques romaines de style baroque (St-Ladislas, St-Esprit, Ste-Anne) ainsi que la plus grande église baptiste d'Europe de l'Est inaugurée en 1993.
La ville compte également une megachurch évangélique, l'église baptiste Emmanuel d'Oradea.
Témoignage de l'ancienne communauté juive, on trouve encore trois synagogues existe encore, les synagogues orthodoxes et néologues, construite respectivement en 1890 et en 1878, sont encore en bon état de conservation. Une troisième, la Synagogue abandonné (roumain : Sinagoga Parasita) construite au XIXe siècle est, quant à elle, en état avancé de délabrement.

## Patrimoine naturel

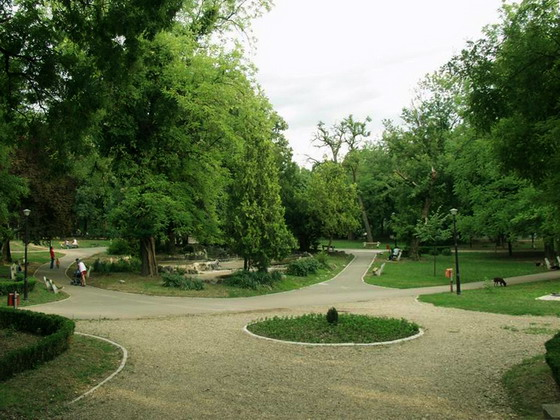
Le Parc Sándor Petőfi

La ville compte de nombreux espaces verts, parcs et jardins publics.
- Le Parcul Ion Brătianu (Bunyitay-liget en hongrois) est le plus grand parc de la ville situé dans le quartier d'Olosig (Olaszi), sur les bords de la rivière Crișul Repede. Aménagé au début du XXe siècle, il a été renommé en Parcul Muncitoresc (Parc des Travailleurs) pendant la période communiste. Il se trouve à proximité du Jardin Botanique, de la Piscine Ion Alexandrescu et des bassins en plein air (Strandul Municipal) alimentés par plusieurs sources du parc.
- Le Parcul Silvaș, d'une superficie d'un hectare, est situé à l'est de la ville, dans le quartier de Podgoria, sur les bords de la rivière. Il a été réaménagé en 2012 en un espace de loisirs et de pique-nique.
- Le Parcul Dendrologic Cetate est composé de deux arboretums de 24 000 mètres carrés chacun, aménagés autour du château, dans le centre-ville.
- Le Parcul 1 Decembrie, situé dans le quartier Subcetate (Váralja), sur la Piața 1 Decembrie, l'ancienne Széna tér en hongrois sur laquelle se tenait jadis un marché une fois par semaine. C'est dans les années 1950 qu'est né le parc sous le nom de Parcul 23 August, la statue du soldat roumain y a été installée en 1959.

Au sud, non loin de l'aéroport, la sortie de la ville est délimitée par la Forêt de Nojorid (Pădurea Nojorid).

## Tourisme
Oradea joue un rôle touristique important en Roumanie car elle se trouve à proximité de deux des stations thermales les plus réputées du pays, Băile Felix et Băile 1er mai, situées dans la commune de Sânmartin à quelques kilomètres au sud de la ville.

## Sports

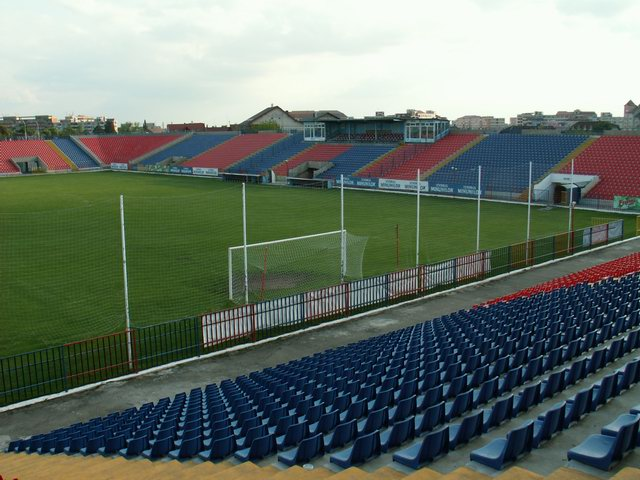
Vue intérieure du Stade Iuliu Bodola

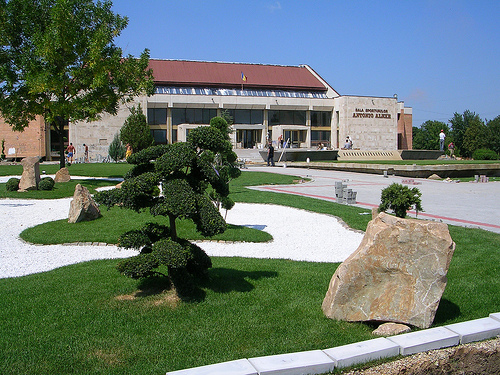
L'entrée de l'Arena Antonio Alexe

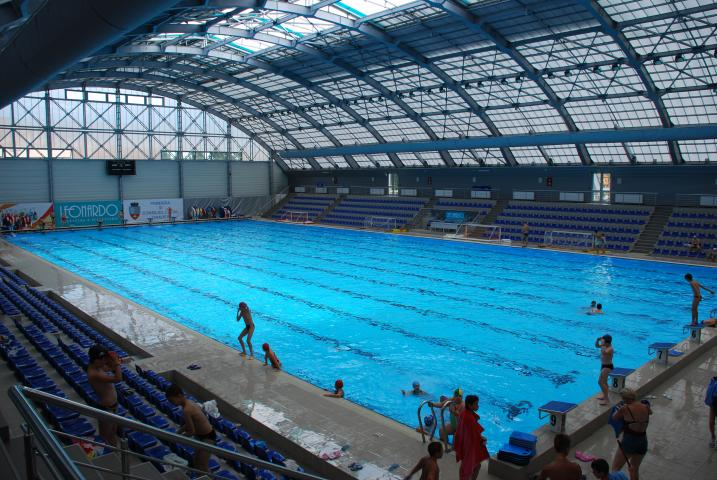
L'intérieur de la Piscine Ioan Alexandrescu

Oradea a hébergé deux clubs de football importants : le Clubul Atletic Oradea (Nagyváradi AC, champion de Hongrie 1944), disparu en 1963 ainsi que le Fotbal Club Bihor Oradea, fondé en 1958 qui évolue actuellement en deuxième division de football roumaine.
L'équipe de basket-ball masculin du CSM Oradea fondée en 2003 joue dans l'élite roumaine depuis 2005. Ses deux meilleurs résultats sont une demi-finale de Coupe de Roumanie en 2012 et une médaille de bronze en Liga Națională en 2013. Le club a déjà évolué dans la troisième compétition européenne, l'EuroChallenge. L'équipe féminine fait également partie de la première division roumaine et a remporté le titre en 1979.
En water-polo, le CSM Digi Oradea est champion national masculin dans les années 2000 et 2010. La ville a déjà accueilli des compétitions internationales masculines comme le tournoi de qualification olympique de 2008, la coupe du monde 2010 et la finale à quatre de la Ligue des champions 2011-2012, la principale coupe d’Europe des clubs, ainsi que des tours de qualification et des matches des coupes européennes disputés par le CSM.
Concernant les équipements sportifs, les principales infrastructures qu'utilisent d'ailleurs aussi les équipes précédemment citées sont les suivantes :
- Stade Iuliu Bodola : construit en 1924 puis rénové entre 2004 et 2007, il peut accueillir jusqu'à 18 000 personnes et comporte 11 000 sièges. Il porte le nom d'un ancien footballeur roumain d'origine hongroise Iuliu Bodola (1912–1993), né Gyula Bodola.
- Arena Antonio Alexe : palais des sports d'une capacité de 2 000 spectateurs. Il a été nommé en mémoire de l'ancien basketteur roumain Antonio Alexe (1969–2005) décédé dans un accident de voiture.
- Piscine olympique Ioan Alexandrescu : inaugurée en 2007, cette piscine possède 1 035 sièges dans les gradins.

## Jumelages
La ville d'Oradea a signé plusieurs accords de jumelages depuis 1989 :
- Debrecen (Hongrie) depuis 1992
- Linköping (Suède) depuis 1996
- Coslada (Espagne) depuis 2005
- Givatayim (Israël) depuis 2005
- Mantoue (Italie) depuis 2005
- Ceyrat (France) depuis 2008

La ville d'Oradea a signé des pactes d'amitié avec : 
- Ivano-Frankivsk (Ukraine) depuis 2003
- Reims (France) depuis 2003

La ville d'Oradea a signé un pacte de collaboration avec :
- Montbéliard (France) depuis 2006

## Galerie

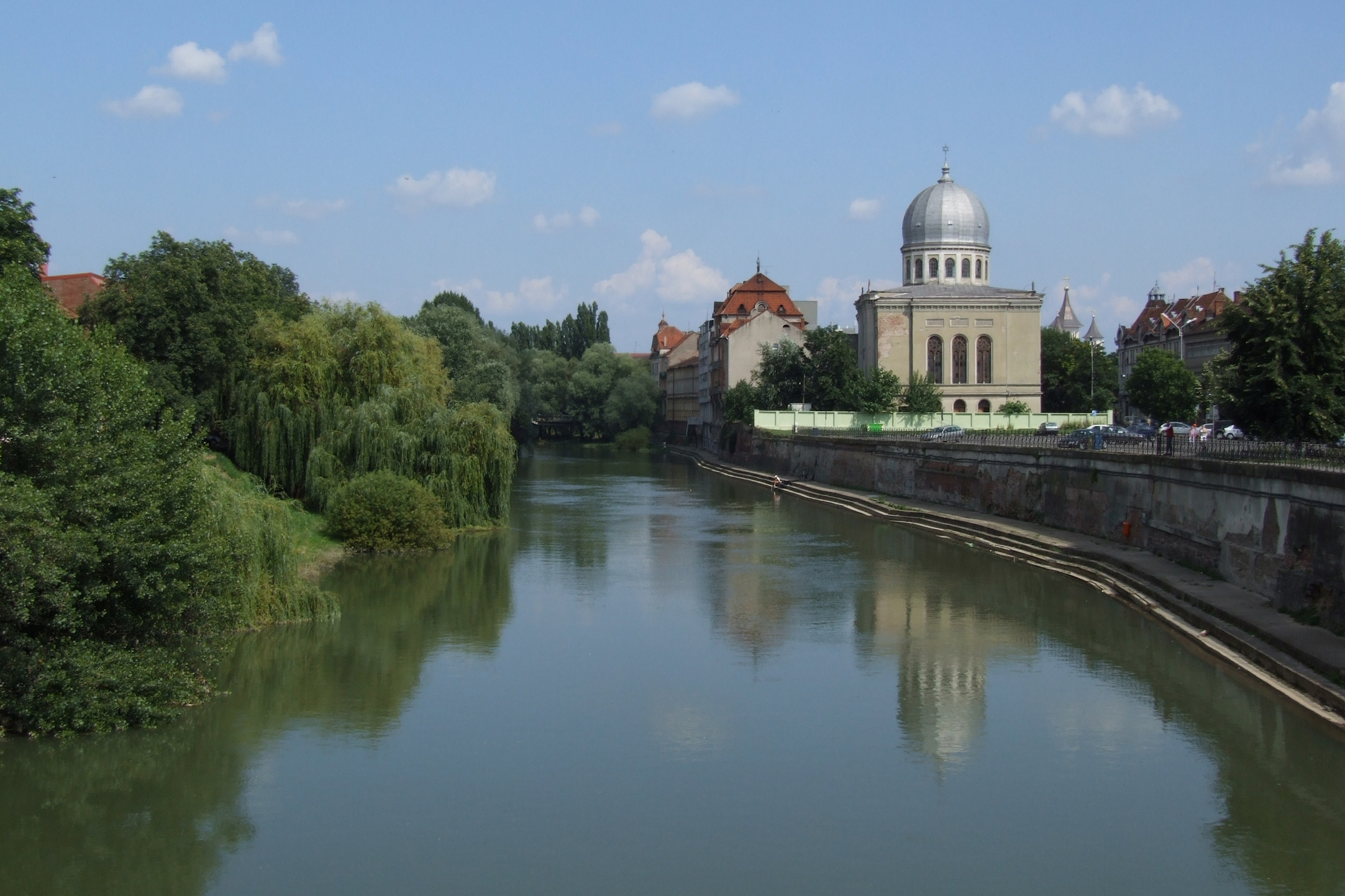
La synagogue néologue et la rivière Crișul Repede
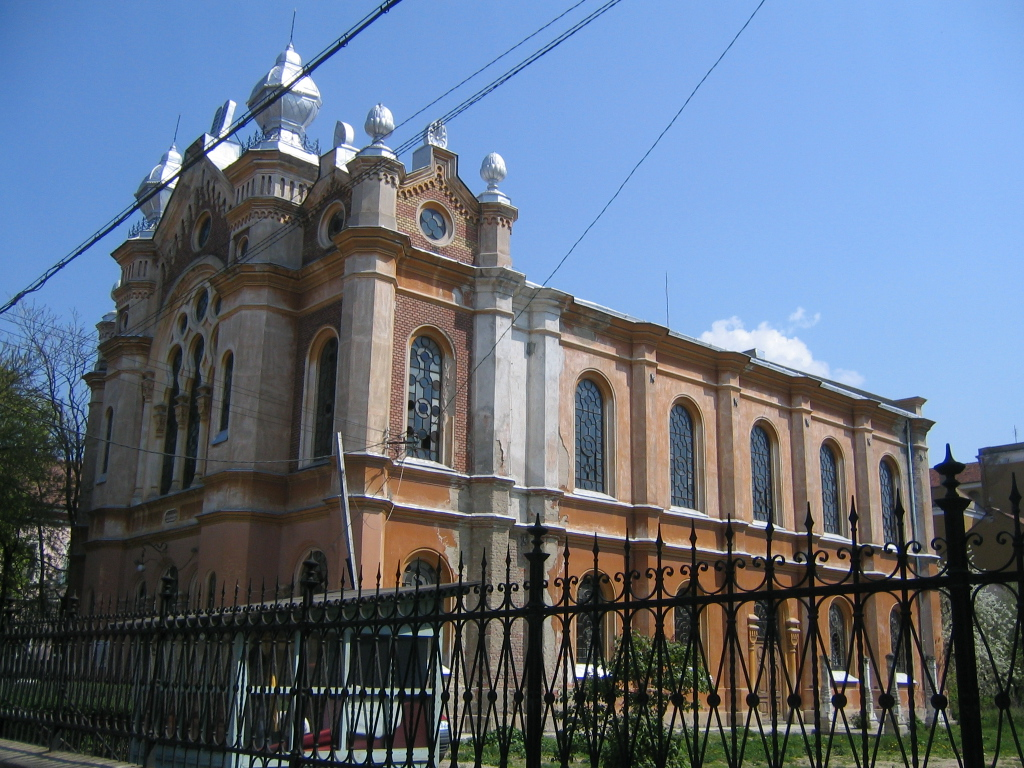
La synagogue orthodoxe
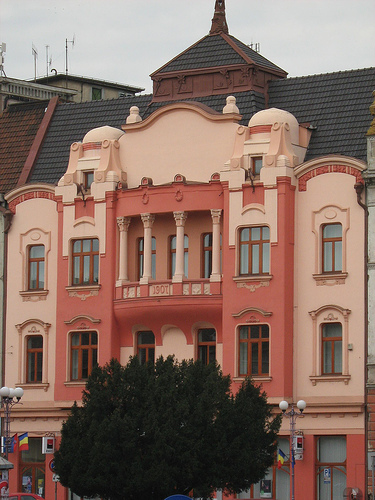
La Banque Roumaine de Développement, édifice Art Nouveau
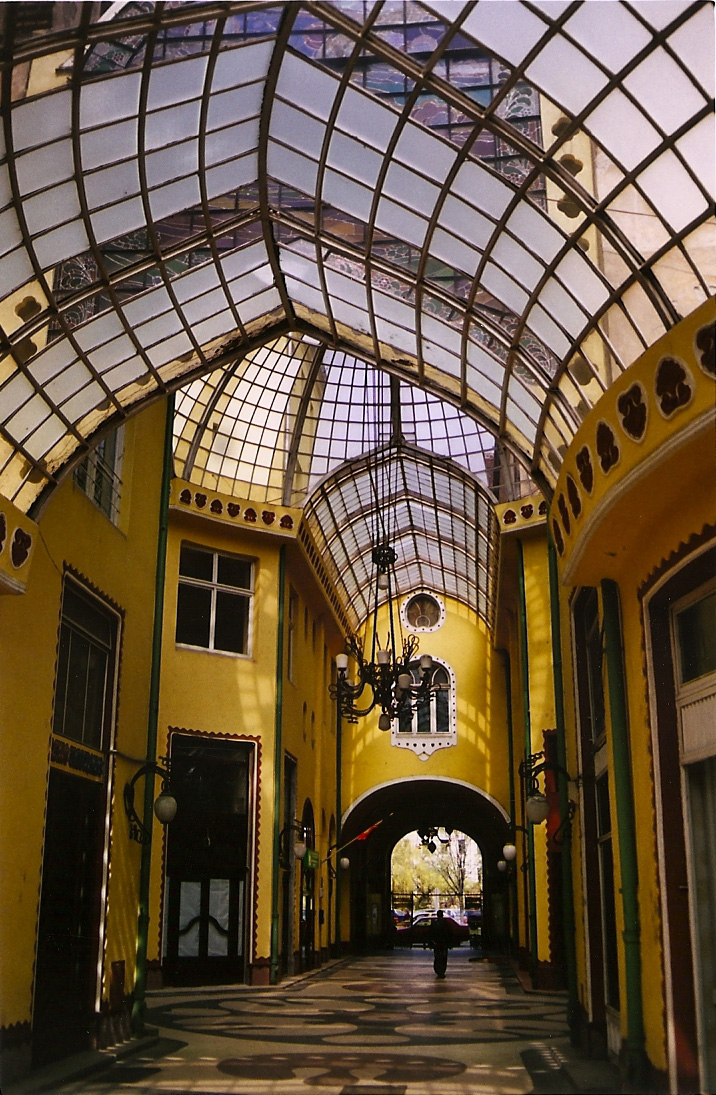
La galerie de style Art nouveau dit "passage de l'Aigle noir"